# Studer-Roman-Fragmente

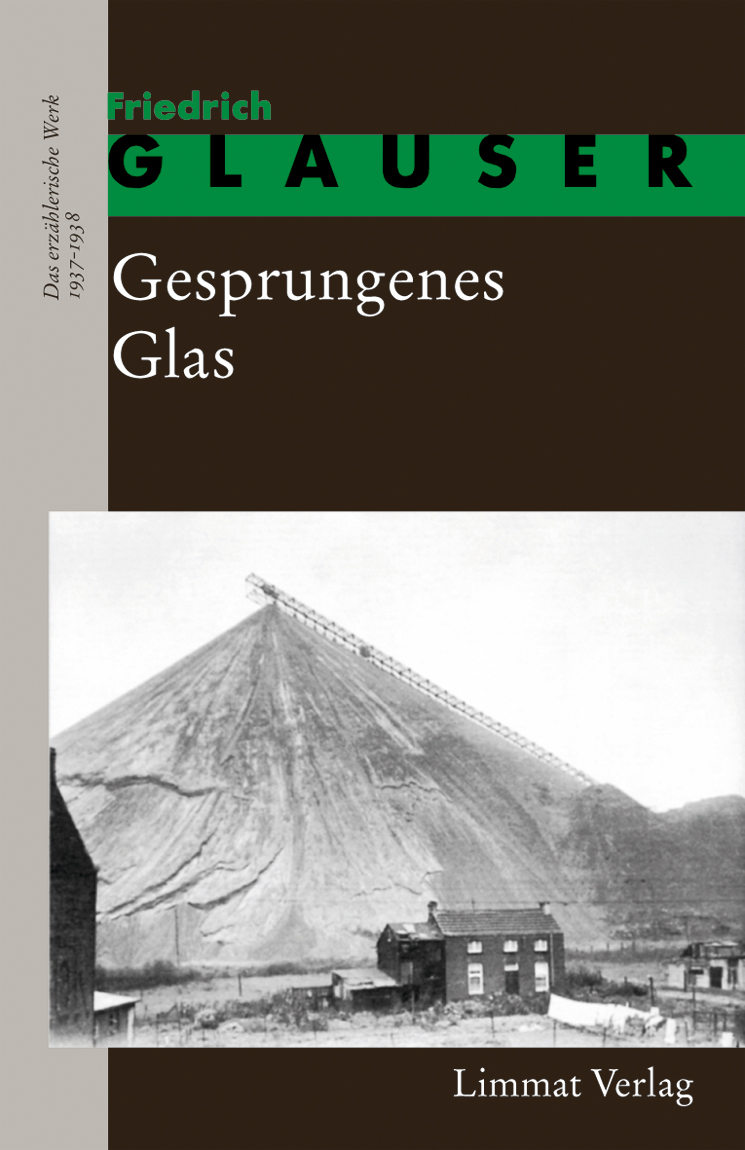
Erzählungen, Band 4 in der Werkausgabe des Limmat Verlages, 1993. Beinhaltend alle drei Studer-Roman-Fragmente

Die Studer-Roman-Fragmente beinhalten die drei letzten Wachtmeister-Studer-Geschichten des Schweizer Autors Friedrich Glauser. Sie wurden alle 1938 in Nervi bei Genua verfasst und blieben bis 1993 unveröffentlicht. Glauser wählte für alle Krimis Schauplätze mit autobiografischem Hintergrund: So hatte er in Ascona intensive Kontakte zu Künstlerkreisen, im belgischen Charleroi arbeitete er in einer Kohlengrube und in Angles bei Chartres bewirtschaftete er als Selbstversorger ein kleines Gut.

## Glauser in Nervi

### Das letzte Jahr

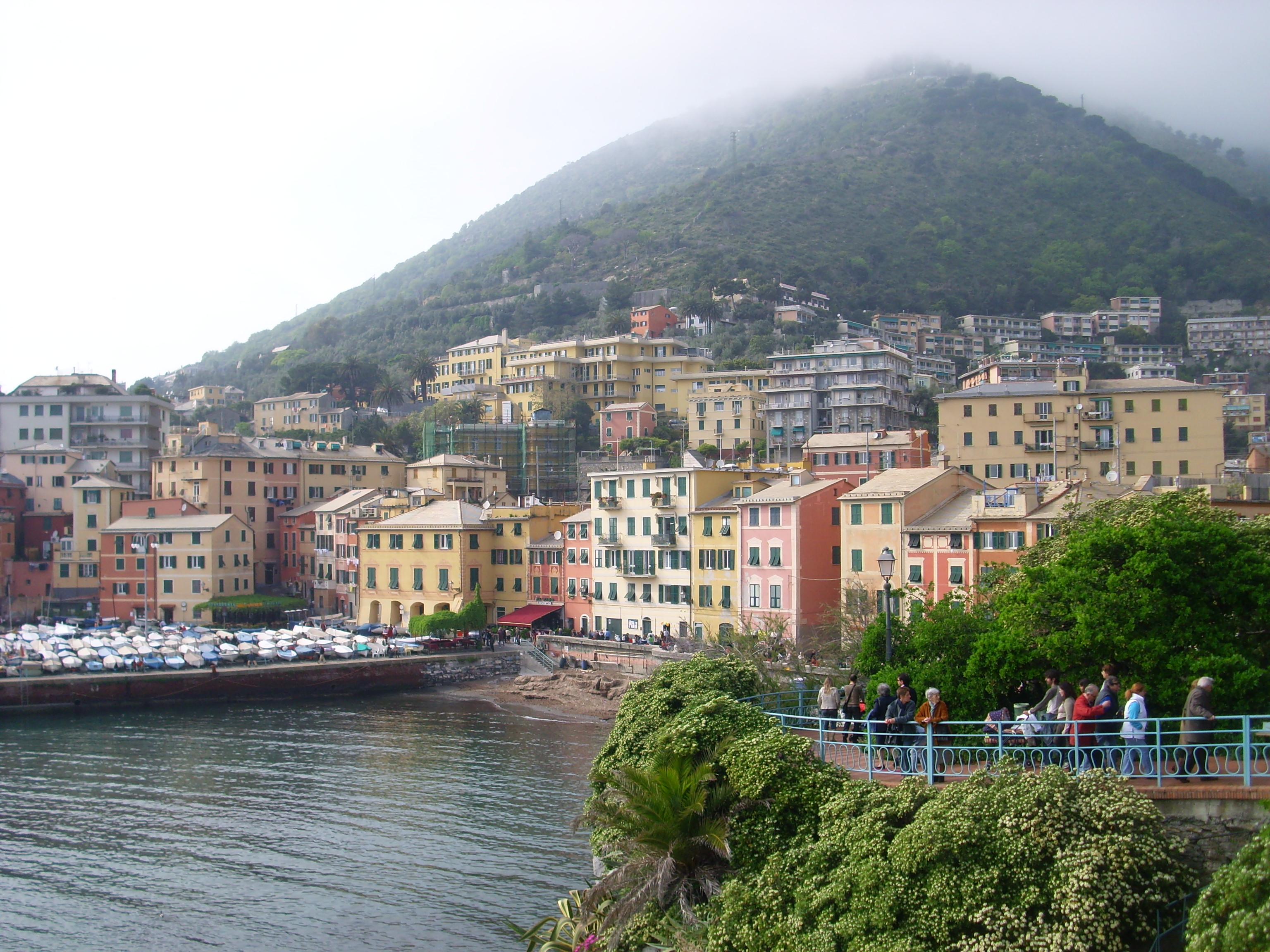
Nervi bei Genua

Als Glauser zu Beginn des Jahres 1938 unter dem Druck stand, seinen vierten Wachtmeister Studer-Roman Der Chinese zu beenden, griff er erneut zu Rauschgift. Es kam zum Zusammenbruch und er wurde vom 4. Februar bis zum 17. März in die Psychiatrische Klinik Friedmatt in Basel eingewiesen. Am 15. Februar erlitt er während einer Insulinschocktherapie eine Ohnmacht und stürzte im Baderaum mit dem Hinterkopf auf die nackten Fliesen. Die Folgen waren ein Schädelbasisbruch und ein schweres Schädel-Hirn-Trauma. Die Nachwirkungen dieses Unfalls sollten Glauser bis zu seinem Tod zehn Monate später beeinträchtigen. Am 17. Juli schrieb er dazu an seinen Vormund Robert Schneider: «Knapp vor dem Beschluss der Jury [der Schweizerische Schriftstellerverein verlieh dem Chinesen den ersten Preis] fiel ich auf den Kopf, und daran konnte ich dann fast ein halbes Jahr herumlaborieren. Wirklich, ein paar Mal habe ich es mit der Angst zu tun bekommen – ich dachte, ich würde überhaupt nicht mehr schreiben können.»
Im Juni zog er mit seiner Lebensgefährtin Berthe Bendel nach Nervi bei Genua. In diesem halben Jahr arbeitete er an verschiedenen Projekten und schrieb mehrere Seiten pro Tag. Auch ein grosser Schweizer Roman schwebte ihm vor (mit dessen Niederschrift er allerdings nicht mehr begann); so meldete er am 28. August an Robert Schneider: «Dann plagt mich ständig der Plan eines Schweizer Romans, den ich sehr gross will (gross im Sinne der Länge), und es ist zum ersten Mal, dass ich versuche, zuerst einen Plan zusammenzuleimen, bevor ich mit der Arbeit beginne.» Auch am 18. November nahm er nochmals Bezug auf dieses Projekt, als er Heinrich Gretler brieflich mitteilte: «Ich habe eine grosse Sache im ‹Gring› (excusez!)».

### Die Studer-Roman-Fragmente

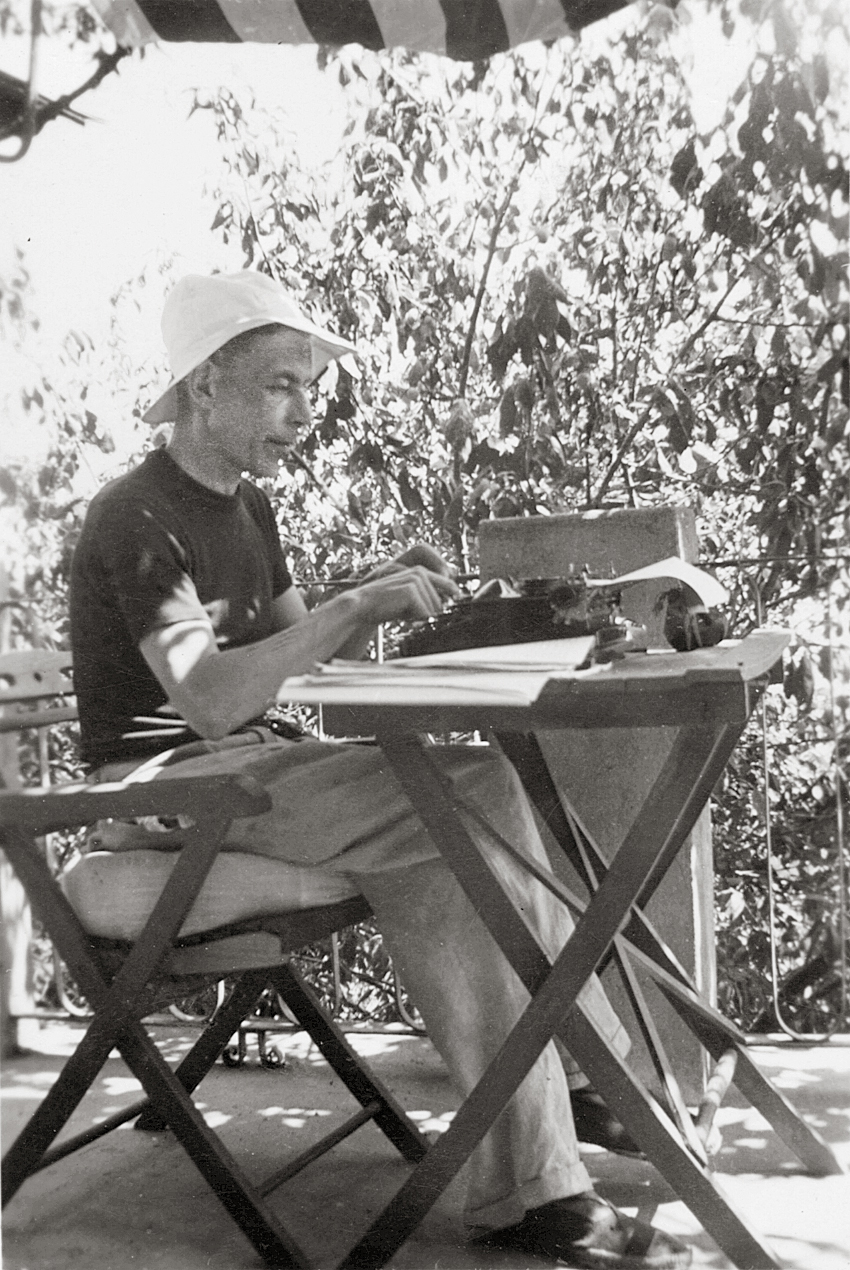
Die letzten unvollendeten Szenen mit Studer entstehen. Glauser beim Schreiben in Nervi, Sommer 1938

Zwischen diesen zahlreichen Arbeiten und der Rekonvaleszenz nach seinem Unfall vom Februar nahm Glauser drei neue Studer-Fälle in Angriff (ein viertes Studer-Roman-Projekt sollte auch in Basel spielen, davon haben sich jedoch lediglich einige Notizen erhalten). Dabei investierte er viel Zeit in verschiedene Varianten der Romananfänge, beendete jedoch keine einzige Geschichte. Seine Ideen und Notizen hatte er dazu in italienische Schulhefte notiert und konstruierte ausgehend davon die Krimis an der Schreibmaschine. Allerdings hatte Glauser stets Probleme, die Handlung eines Romans in Gang zu bringen, da er grundsätzlich ohne Plan arbeitete und so wiederholt in dramaturgische Sackgassen geriet. 1937 berichtete er beispielsweise bezüglich der Speiche an seine langjährige Brieffreundin und Gönnerin Martha Ringier: «Er [der Roman] muss natürlich fertig werden, aber das wird noch einige böse Schweisstropfen kosten. Ich hab ihn nun schon viermal begonnen und muss den ganzen Anfang noch einmal umschmeissen. Immer die alte Geschichte. Man merkt plötzlich, dass man eigentlich noch gar nichts kann.»
Zu den Handlungsschauplätzen der Fragmente heisst es im Ascona-Roman-Fragment (Version II): «Unter Echtheit verstehe ich jenes Unfassbare, Unbestimmte, das zwischen den Zeilen, zwischen den Worten haust und mit Zaubergewalt eine vergangene Zeit wiedererstehen lässt, mit den Menschen dieser Zeit und mit den Worten, die sie sprachen, den Gedanken, die sie dachten. Ob dies gelungen ist, weiss ich nicht. Der Leser muss den Richter spielen.» In diesem Roman-Fragment hat sich Glauser auch mit den meisten Variationen des Anfangs versucht (insgesamt 39 Typoskriptseiten). Das Charleroi-Roman-Fragment erfuhr dagegen die längste Ausführung (101 Typoskriptseiten), das Angles-Roman-Fragment ist mit 14 Typoskriptseiten das kürzeste.
Als Glauser gegen Ende des Jahres immer mehr in wirtschaftliche Not geriet, versuchte er mit verzweifelten Bittbriefen seine unvollendeten Studer-Romane an verschiedene Publizisten und Verleger zu verkaufen. Anfang Oktober schickte er Max Ras (dieser wollte Glauser 1937 durch die Publikation der Speiche im Schweizerischen Beobachter gross herausbringen) das Charleroi-Roman-Fragment und bat dabei gleichzeitig um Geld: «Wir haben keinen Rappen mehr, unsere Heirat steht vor der Tür, wir sollten leben, und ich geh vor Sorgen ziemlich in die Brüche. […] Ich hab ausser Ihnen keinen Menschen, an den ich mich wenden kann. […] Ich weiss nicht mehr, was tun. Mein Gott, ich glaub, Sie kennen mich genügend, um zu wissen, dass ich nicht der Mensch bin, der sich gerne bei anderen einschmeichelt und partout jammert, um etwas zu erhalten. Sie wissen, dass mein Leben nicht immer rosig gewesen ist. Nur bin ich müde jetzt und weiss nicht, ob es sich lohnt, weiterzumachen.» Ras überwies daraufhin Geld nach Nervi. Allerdings hatte er in der Zwischenzeit das Interesse an Glausers literarischen Arbeiten verloren und sandte das Charleroi-Roman-Fragment kurze Zeit später wieder zurück. Am 1. Dezember schrieb Glauser auch an den Redaktor Friedrich Witz: «Überhaupt, wie steht es mit Ihrem Vertrauen zu mir? Ich kann Ihnen wirklich versprechen, – sogar ein paar Sachen, die besser sein werden als das, was vorhergegangen ist – bis zum Frühling 39 fertig zu bekommen. […] Nur haben wir, ich übertreibe nicht, keine Lire mehr in der Tasche. […] Wollen Sie etwas vom Glauser? Viel? Wenig? Eine grosse Sache? Vier Studer-Romane oder nur zwei oder nur einen? Wenn ich einmal in Ruhe arbeiten kann, brauchen Sie nicht auf mich zu warten. […] Und sagen Sie mir, welchen Roman Sie lieber wollen: den belgischen oder den Asconeser – den unbekannten ‹Angles›-Roman […]. Bitte antworten Sie mir bald und tun Sie etwas für den Glauser, der nicht mehr weiterweiss. Und so bald als möglich.»

### Das Ende

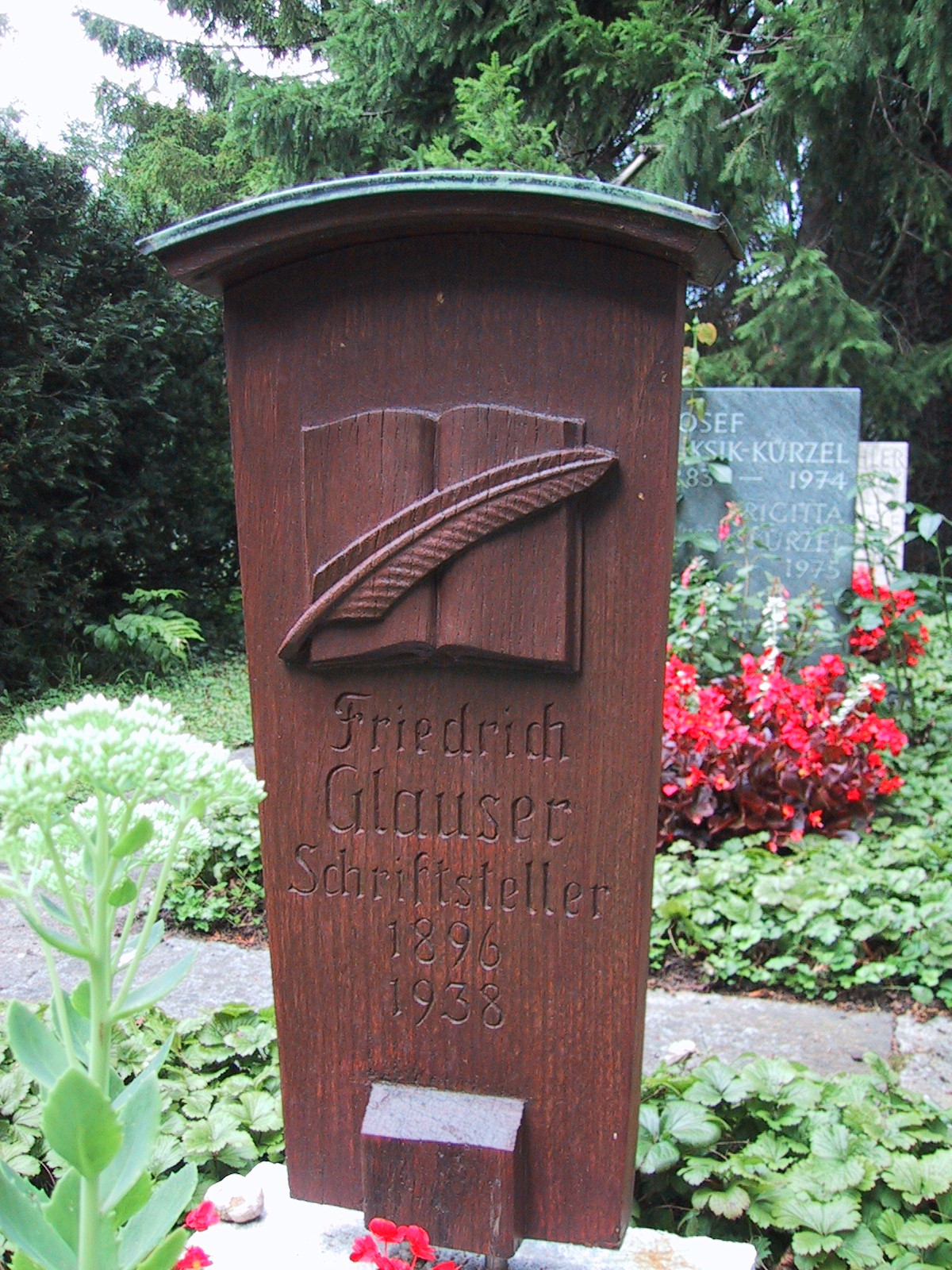
Friedrich Glausers Grab auf dem Friedhof Manegg in Zürich

Ab Herbst 1938 häuften sich die Probleme in Nervi: Die geplante Heirat mit Berthe Bendel verzögerte sich wegen fehlender Dokumente und wurde zur Belastungsprobe; es fehlten Schreibaufträge und die Geldsorgen wurden immer grösser. Die Lebenssituation schien zunehmend aussichtslos. Am 29. November schrieb Glauser an seine Stiefmutter Luisa Glauser: «Ich hoffe nur noch eines: noch zwei, drei Bücher schreiben zu können, die etwas wert sind (mein Gott, Kriminalromane sind dazu da, damit man den Spinat bezahlen kann und die Butter, deren dieses Gemüse dringend bedarf, um geniessbar zu sein), und danach – so still wie Papa aus einer Welt verschwinden zu können [Glausers Vater starb am 1. November 1937], die weder sehr schön noch sehr freundlich ist. Vorausgesetzt, dass ich dann nicht das Pech habe, im Paradies oder auf einem anderen Stern interniert zu werden – man möchte ja nur seinen Frieden, nichts anderes, und wünscht sich gar nicht, Flügel zu bekommen und Choräle zu singen.»
Das letzte schriftliche Zeugnis von Glauser ist ein Brief vom 1. Dezember an Karl Naef, Präsident des Schweizerischen Schriftstellervereins, in dem er noch einmal versucht, eines seiner Studer-Roman-Fragmente zu bewerben: «Auf alle Fälle erlaube ich mir, Ihnen unkorrigierte Manuskripte zukommen zu lassen. Denken Sie bitte, dass diese Anfänge sich ändern werden. Und verstehen Sie bitte ein wenig die scheussliche Zeit, welche über den Glauser hereingebrochen ist. […] Ärgern Sie sich nicht allzu arg darüber, dass ich in ‹Kriminalromanen› mache. Derartige Bücher werden wenigstens gelesen – und mir scheint das wichtiger als andere Bücher, deren ‹Wert› sicher dem der meinen bedeutend überlegen ist, deren Autoren sich jedoch nicht die Mühe geben, einfach zu sein, Verständnis des Volkes zu erlangen. […] Meinetwegen gehe ich wieder als Gärtner arbeiten. Einzig traurig würde es mich nur machen, weil ich jetzt aufwache, Dinge zu sagen habe, die auch andre interessieren könnten, vielleicht ihnen einen Weg weisen könnten. […] Vielleicht sind wir am Ende – wir sogenannten Künstler – aber dennoch müssen wir unser Wort sagen, wenn es auch im Chaos, das die Welt wie Spinnweben überzieht, wie tote Fliegen zappeln mag. Aber was wollen Sie: Mit Kriminalromanen fangen wir an, um uns zu üben. Das Wichtige erscheint erst später. Herzliche Grüsse, auch an Frau Naef, von ihrem ergebenen Glauser.»
Am Vorabend der geplanten Hochzeit brach Glauser unerwartet zusammen und starb 42-jährig in den ersten Stunden des 8. Dezember 1938. Friedrich Witz schrieb nach Glausers Tod: «Müssig ist es, sich auszumalen, was wir alles noch von Friedrich Glauser hätten erwarten dürfen, wäre ihm ein längeres Leben beschieden gewesen. Einen grossen Schweizer Roman wollte er schreiben, keinen Kriminalroman, eine Leistung wollte er vollbringen als Beweisstück dafür, dass er ein Meister war. Sein Wunsch blieb unerfüllt; wir aber sind bereit, gestützt auf all das, was er uns hinterlassen hat, ihm die Meisterschaft zuzuerkennen.»

## Ascona-Roman

### Inhalt

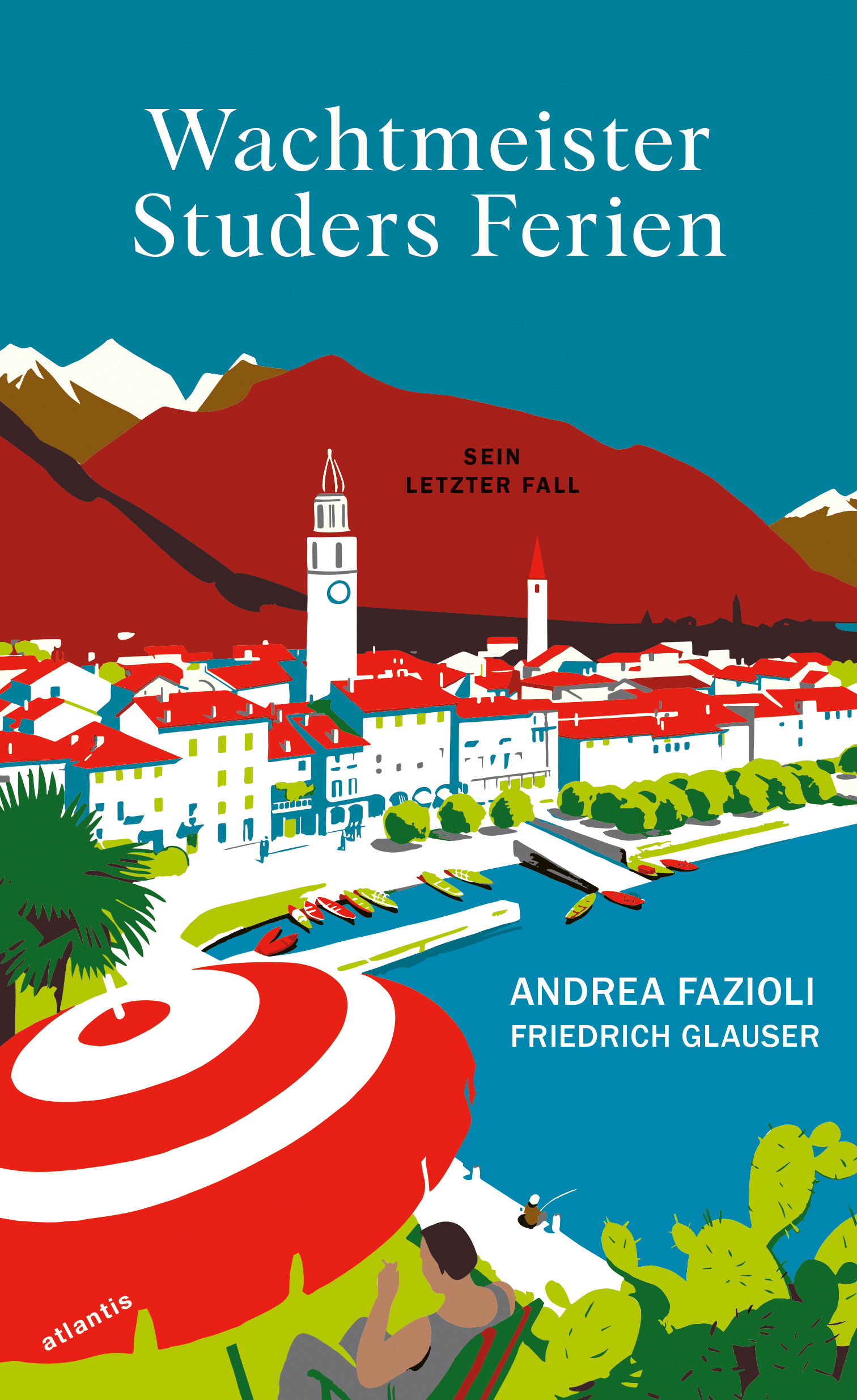
Studer ermittelt in Ascona: Wachtmeister Studers Ferien in der Ausgabe des Atlantis Verlages, 2022

Vom Ascona-Roman-Fragment haben sich acht Versionen im Nachlass erhalten, welche die ersten beiden Kapitel detailliert und druckreif beschreiben. Glauser variiert darin die Szenen der Kontaktaufnahme eines jungen Mannes mit Studer und dem Eintreffen bei einer alten Mühle, bei der eine Frauenleiche liegt. In der Werkausgabe des Limmat Verlages sind fünf Versionen abgedruckt, welche nachfolgend zusammengefasst werden. Die ausführlichste Inhaltsangabe bezieht sich auf Version III, da diese in sich am schlüssigsten erscheint.

#### Version I
Diese spielt im Jahre 1920 und Jakob Studer weilt mit seiner Frau im Tessin in den Ferien. Im 1. Kapitel, «Erste Begegnung», kommt der Ich-Erzähler (hier noch mit dem Namen Niklaus Schlatter) in die Pension «Mimosa» zu Studer und erzählt von einem Mord, bei dessen Aufklärung er um die Hilfe des Kommissärs bittet (da die Geschichte vor der Bankaffäre spielt, ist Studer noch nicht zum Wachtmeister degradiert worden). Im 2. Kapitel, «Erinnerung», springt die Geschichte vorwärts in das Jahr 1934 und Niklaus Schlatter erinnert sich an die Begegnung mit dem Kommissär. Er sinniert über alle Personen, welche damals in diesen Fall involviert waren. [Typoskript bricht mitten auf der Seite ab]

#### Version II
Diese Variante hatte Glauser offenbar als Tagebuch-Roman geplant. Darin kommt auch Hugo Ball vor, Glausers Gefährte aus der DADA-Zeit 1916 und dem Tessinerjahr 1917; allerdings nennt er ihn hier ‹Hugo Troll›. Das 1. Kapitel heisst hier «Vorrede» und beginnt im Jahre 1937. Der Ich-Erzähler (ein Schriftsteller) hat ein Paket aus Marokko von einem Unbekannten erhalten. Darin befindet sich ein Begleitbrief (unterschrieben mit dem Pseudonym ‹Moritz Spiegel›) und ein Tagebuch. Dieses erzählt, was 1919 im Tessin passiert war und wie Kommissär Studer damals den Fall gelöst hatte. Das Tagebuch umfasste 400 Seiten und ist vom Schriftsteller nun gekürzt veröffentlicht worden. Das 2. Kapitel, «Bekanntschaft», beginnt mit dem ersten Tagebucheintrag vom 19. Mai 1919. Darin tritt ein neuer Ich-Erzähler auf: Dieser wohnt mit seiner Freundin Liso in einer Mühle und berichtet, wie er von zwei Polizisten mit auf den Polizeiposten nach Locarno mitgenommen wird. Dort erkundigen sie sich nach einem gewissen Jean Maufranc, den der Ich-Erzähler aus Künstlerkreisen kennt. [Typoskript bricht mitten auf der Seite ab]

#### Version III

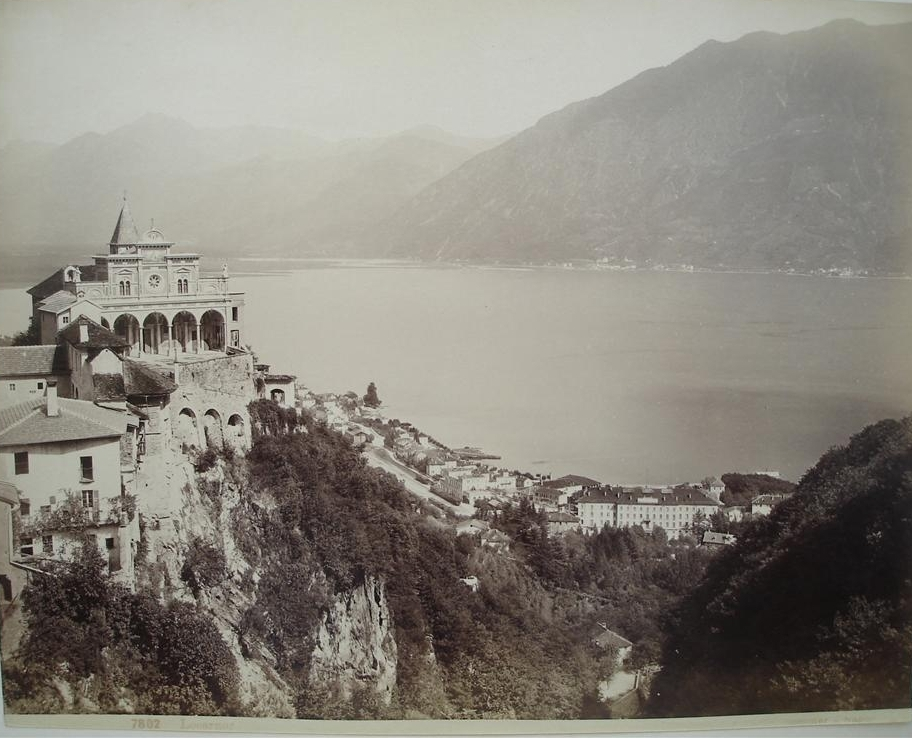
Locarno, Studers Ferienaufenthalt

1. Kapitel – «Unterbrochene Ferien»: Wir schreiben das Jahr 1921, Studer ist 42 Jahre alt und hat beruflich anstrengende Zeiten hinter sich: Während des Ersten Weltkrieges und den Folgejahren war er mit der Abwehr von Spionen beschäftigt und ist aus diesem Grund vor kurzem zum Kommissär befördert worden. Zur Erholung ist er Anfang Juni mit seiner Frau Hedy ins Tessin gefahren, um dort die Ferien zu verbringen. Die beiden logieren in der Pension «Mimosa» oberhalb von Locarno und geniessen die Ruhe und das Nichtstun. Am 18. Juni, kurz nach fünf Uhr morgens, klopft ein Unbekannter an Studers Zimmertüre. Der junge Mann stellt sich als Moritz Spigl, freischaffender Autor, vor und erklärt, dass der Baron Lorenz von Arenfurth, ein Bekannter des Kommissärs, ihm geraten hätte, sich an ihn zu wenden. Noch schlaftrunken folgt Studer Spigl und die beiden trinken im leeren Speisesaal schweigend Kaffee. Danach bittet Spigl den Fahnder, ihm zu folgen und erklärt während des folgenden Spazierganges, dass er dringend Hilfe brauche: Gestern Abend sei er auf dem Nachhauseweg auf eine Frauenleiche gestossen, direkt neben der alten Mühle beim Dörfchen Ronco, in der er mit seiner Freundin wohne. Die Tote starb durch einen Messerstich und wurde auf Anraten von Spigls Freund Dr. Knoch in die Mühle transportiert.

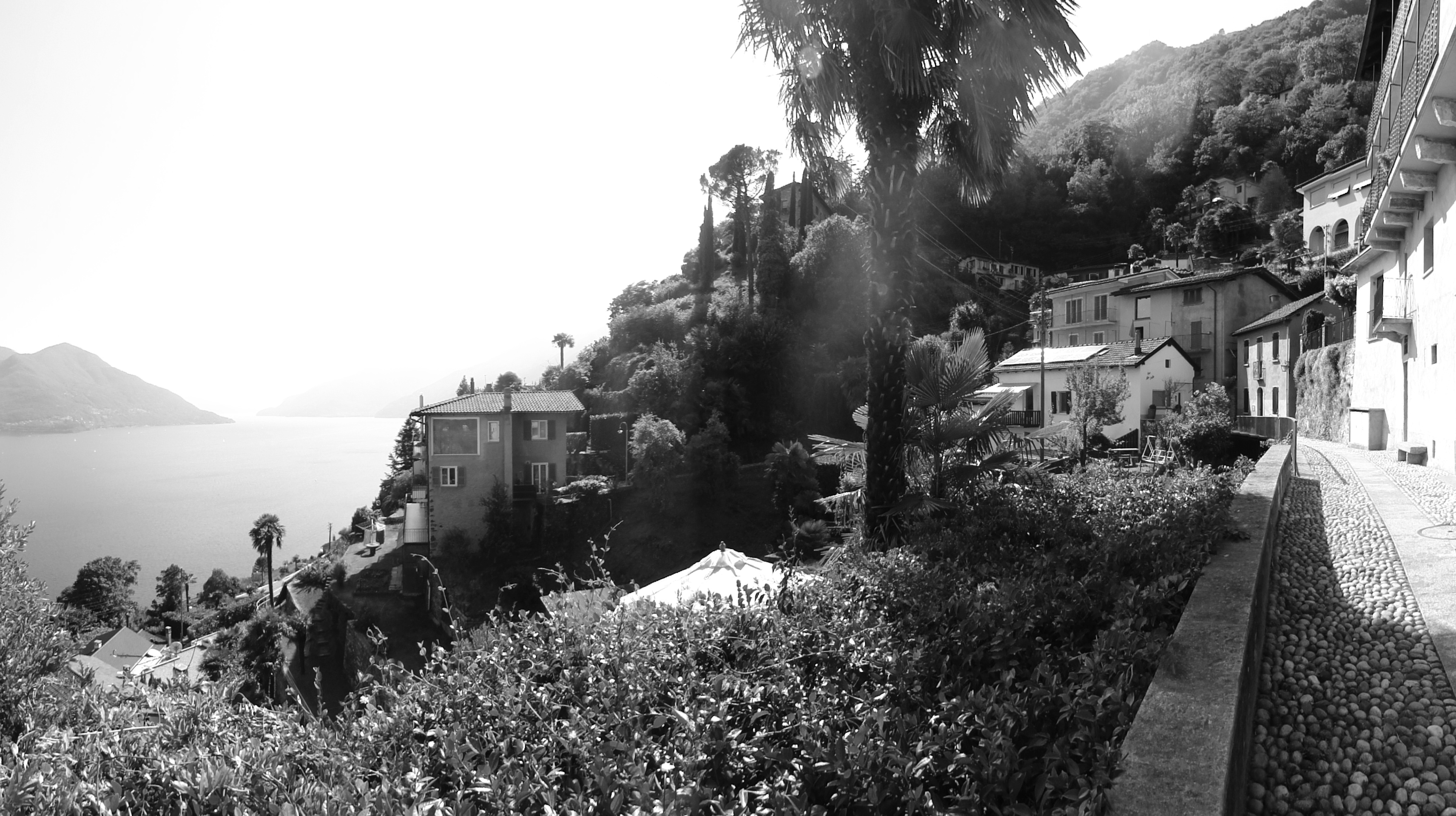
Ronco, Fundort der Leiche

2. Kapitel – «Die Mühle»: Als die beiden bei der stillgelegten Mühle im Wald ankommen, werden sie von Spigls Freundin Elisabeth von Mosegrell, Tanzlehrerin und Künstlerin, begrüsst. Diese hat bereits der Locarner Polizei telefoniert und wartet nun auf Kommissär Tognola. Bis dieser eintrifft, nimmt sich Studer die Zeit, die Frauenleiche, welche im ersten Stock aufgebahrt ist, zu untersuchen. Als er in das Gesicht der Toten blickt, erkennt er, dass es sich um diejenige junge Frau handelt, welche kürzlich ebenfalls in der Pension «Mimosa» ein Zimmer bezogen hat. Die letzten Sätze des Fragmentes lauten: «Der Portier steigt die Treppen herauf, der neue Gast verhandelt am Bureauschalter mit der Besitzerin – und spricht französisch. Fragt, ob sie hier wohnen dürfe, wohnen und essen, obwohl sie schwer krank gewesen und eigentlich noch Rekonvaleszentin sei… Eine böse Krankheit, Lungenentzündung, Brustfellentzündung, in den letzten Wochen habe sie gar einen Blutsturz gehabt – ob dies niemanden störe. Studer sieht die Wirtin erschreckt …» [Das Typoskript bricht mitten auf der Seite ab]

#### Version IV
Die Geschichte beginnt im Jahre 1921. Im 1. Kapitel, «Abend», sitzt Studer mit seiner Frau auf Piazza in Locarno. Da taucht ein Fremder auf (Moritz Spigl) und bittet den Kommissär, auf Empfehlung eines Barons, um Hilfe. Studer begleitet den Mann daraufhin zu einer Mühle. Auf dem Weg dorthin fällt ein Schuss und Spigl muss infolge eines Streifschusses von Studer verarztet werden. Trotz dieses Attentates will Spigl noch nicht erzählen, weshalb er die Hilfe des Kommissärs braucht. Im 2. Kapitel, genannt «Die Mühle und ihre Umgebung», kommen die beiden bei der Mühle an. Studer beobachtet eine Gruppe von Menschen, die um ein Feuer sitzen. Man hört Musik aus einem Grammophon und eine Frau tanzt dazu. Studer stellt sich dieser mit einem Handkuss vor. [Typoskript bricht am Ende der Seite ab]

#### Version V
Das 1. Kapitel, «Abend», unterscheidet sich darin von der Version IV, dass der Kommissär auf dem Weg zur Mühle detailliert von seinen Einsätzen während des Ersten Weltkrieges erzählt. Als die beiden schliesslich bei der Mühle ankommen, klärt Spigl Studer darüber auf, dass eine Tote gefunden wurde. Im 2. Kapitel, «Die Versammlung», beobachtet Studer eine Gruppe von Menschen, welche um ein Feuer sitzen. Er sieht, wie eine Frau zu Grammophonmusik zu tanzen beginnt. Nach dem Tanz stellt sich der Wachtmeister dieser mit einem Handkuss vor. [Typoskript bricht mitten auf der Seite ab]

### Entstehung
Die Idee, Studer in Ascona ermitteln zu lassen, trug Glauser seit Jahren mit sich herum. Die Erfahrungen, die er im Tessin von 1917 bis 1920 gemacht hatte, waren eine wichtige Zeit für den jungen Glauser und boten sich dazu an, einen neuen Kriminal-Roman zu gestalten. Das erste Mal tauchte der Gedanke bereits im Juli 1920 auf; damals schrieb er an seine Freundin Elisabeth von Ruckteschell: «Es bereiten sich Geburtswehen vor. Vielleicht, peut-être, ein Asconeser Roman. […] Wenn ich dann nicht berühmt werde.»  Als im Januar 1936 sein erster Studer-Krimi Schlumpf Erwin Mord durch den Morgarten-Verlag angenommen wurde, erwähnte er in einem Brief an Ella Picard, Inhaberin einer Literaturagentur in Zürich, erneut den Ascona-Roman: «Ich plane nämlich eine Serie Schweizer Kriminalromane, die ich wohl im Laufe eines Jahres fertigstellen könnte. […] Der Held ist ein Berner Fahnderwachtmeister (wie im ‹Alten Zauberer› [die zweite Studerkurzgeschichte von 1933]), ein Roman wird in einer Irrenanstalt spielen, einer in Ascona, einer in Paris.» Ein Jahr später (Matto regiert war soeben erschienen), griff er die Idee erneut auf und schrieb Ende Januar 1937 an Martha Ringier: «Ich muss mich direkt zwingen, die Fieberkurve fertigzumachen, denn ich möchte so gern einen Ascona-Roman schreiben in der Ich-Form, wo Studer in den Ferien in Locarno weilt und die ganze Geschichte aufdröselt. Er ist noch Kommissär bei der Stadtpolizei, das Ganze wird knapp nach dem Krieg spielen und vielleicht lustig werden. Lustig – sagen wir, einen anderen Ton als die früheren.»
Die ersten beiden Versionen entstanden dann fünf Monate später im Juni 1937 in La Bernerie. Auffallend daran ist vor allem, dass diese nicht wie üblich bei Glauser auktorial, sondern in der Ich-Form geschrieben sind, was für einen Studer-Roman ein Novum gewesen wäre. Danach liess er den Ascona-Krimi wieder liegen. Im Sommer 1938 nahm Glauser in Nervi sein lange geplantes Ascona-Projekt wieder auf und verfasste die Versionen III bis V; darin zeigt sich wieder, jenseits von Ich-Erzählung und Tagebuch-Roman, die bewährte Erzählstruktur der Studer-Krimis. Am 15. Juli 1938 schrieb er an Friedrich Witz aus Nervi: «Vorgestern habe ich einen neuen Roman angefangen, an dem ich schon zwei Wochen herumstudiert habe, und ich hoffe, dass er Ende August fertig sein wird. […] Der kommende [Roman] jedoch wird spielen im Tessinerdorf Ascona, und zwar im Jahre des Heils 1921. Wie soll ich ihn nun taufen: ‹Fremde in der Schweiz› oder ‹Studer im Süden›? Mir gefällt weder – noch das eine und das andere – und ich hoffe, es fällt mir ein anderer ein.»

### Biografischer Hintergrund Ascona-Roman
Im Ascona-Roman-Fragment nimmt Glauser Bezug auf die Zeit zwischen 1917 und 1920, welche sehr prägend für ihn gewesen war. Er knüpfte damals Kontakte zur Dadaisten-Szene in Zürich und zu Künstlerkreisen in Ascona; so wurde er ungewollt zweimal Zeitzeuge eines Brennpunktes der Kunstgeschichte des 20. Jahrhunderts. Zwei Jahrzehnte nach diesen Ereignissen wollte Glauser diese Erfahrungen zu einem Studer-Krimi verarbeiten.

#### Vorgeschichte in Zürich: DADA

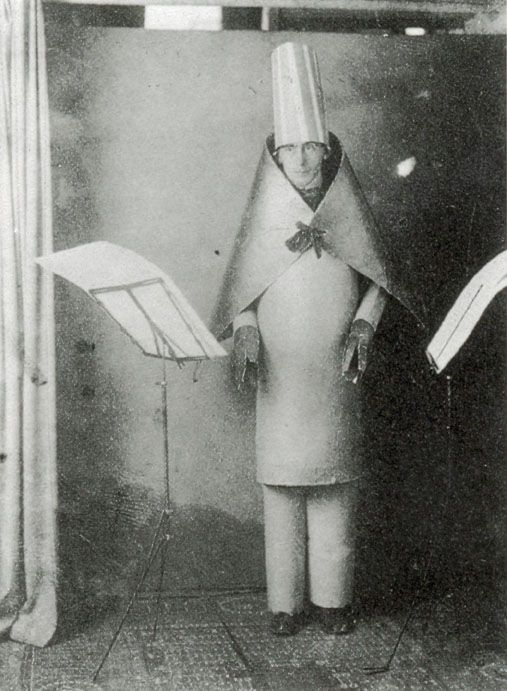
Hugo Ball trägt in kubistischer Verkleidung sein dadaistisches Lautgedicht «Jolifanto bambla ô falli bambla» vor, 1916

Nachdem Glauser das Collège Calvin in Genf wegen eines möglichen Schulausschlusses hatte verlassen müssen, wechselte er nach Zürich, legte im April 1916 die Matura ab und schrieb sich als Chemiestudent an der Universität ein. Zu dieser Zeit lernte er diverse Künstler wie Max Oppenheimer, Tristan Tzara oder Hans Arp kennen. Darunter war auch Hugo Ball vom Cabaret Voltaire, der Geburtsstätte des Dadaismus. Emmy Hennings, die spätere Ehefrau von Ball, schilderte 1939 in einem Brief an Verleger Friedrich Witz ihre erste Begegnung mit Glauser: «Ich lernte ihn […] in der ‹Galerie Dada›, im Sprünglihaus an der Bahnhofstrasse kennen. Dort sass ich grad mal an der Kasse, als Clauser kam, der sich die Sturmausstellung ansehen wollte. […] Und dann sah er sich die Sturmbilder an, und fand allmählich Gefallen, öfter zu kommen. […] Clauser hat dann auch mehrmals in der Galerie gelesen, eigene Sachen und Nachdichtungen.» In der autobiografischen Erzählung Dada (1931) berichtet Glauser sehr detailliert von seinen Bekanntschaften und Erlebnissen mit der neuen Kunstform. Am 29. März und am 14. April 1917 wirkte Glauser aktiv an Dada-Soireen mit und beschreibt dies folgendermassen: «Doch die Ausstellung war eigentlich nur Folie, Hauptsache waren die künstlerischen Abende, die zwei- bis dreimal in der Woche gegeben wurden. Und an jedem dieser Abende, obwohl nur wenig Reklame gemacht wurde, waren die Räume mit Publikum überfüllt. […] Ich hocke neben ihm [Hugo Ball am Klavier] und bearbeite ein Tambourin. Die anderen Dadaisten, in schwarzen Trikots, mit hohen, ausdruckslosen Masken bekränzt, hopsen und heben die Beine im Takt, grunzen wohl auch die Worte mit. Die Wirkung ist erschütternd. Das Publikum klatscht und lässt sich die Brote schmecken, die in den Pausen verkauft werden. […] Der Musik ging es nicht besser als der Sprache. Ein Komponist liess sich im rechten Winkel zum Klavier, das er bearbeitete, ein Harmonium stellen. Und während er auf dem Klavier herumtollte, liess er den rechten Unterarm auf allen erreichbaren Tasten des Harmoniums liegen und trat angestrengt mit dem Fusse den einen Blasebalg. […] Busoni war zufällig anwesend, als der junge Komponist sein musikalisches Experiment zum Besten gab. Nach Beendigung des Stückes beugte sich Busoni zu seinem Begleiter. ‹Ja›, flüsterte er, ‹um im Stil dieser Komposition zu bleiben, müsste man eigentlich die Worte ‹Da capo› silbenweise verdoppeln›. Als der Zuhörer nicht gleich verstand, fuhr Busoni fort: ‹Nun ja, Dada… und so fort, nicht wahr?›»
Glauser erzählt in Dada auch, wie er den Schriftsteller Jakob Christoph Heer kennengelernt hatte: «Meine Spezialität war, Sprachensalat zuzubereiten. Meine Gedichte waren deutsch und französisch. Ich erinnere mich nur an einen Vers: ‹Verzahnt und verheert, sont tous les bouquins.› Zufällig war an diesem Abend, an dem ich dies Vortrug, J. C. Heer anwesend. Er war so beglückt über die Anspielung auf seinen Namen, dass er mich am nächsten Abend zum Essen in die ‹Äpfelkammer› [Restaurant in Zürich] einlud. Ich bekam Froschschenkel vorgesetzt, und Herr Heer war ein guter Weinkenner.» In der Version I des Ascona-Roman-Fragmentes baute Glauser dann diese Begegnung ein, indem Studer sich freut: «Künstler! Ich werd Künstler kennenlernen… Ich kenn nur einen Künstler, bis jetzt, den alten Heer, ja den J. C., er sagt ‹ize› als seien die Buchstaben ein Wort, mit dem hab ich einmal in der Öpfelkammer eine halbe Nacht gesoffen… Ein gäbiger Tüüfel…»
Trotz Glausers grossem Engagement und Interesse am Dadaismus blieb ihm die Kunstbewegung letztlich fern. Emmy Hennings bemerkte dazu im bereits erwähnten Brief an Friedrich Witz: «Es wird Ihnen wohl bekannt sein, denk ich, dass Clauser, trotzdem er in den dadaistischen Kreisen verkehrte (nach der Zeit des Cabaret Voltaire), dennoch nicht irgendwie Dadaist war.» Und Glauser selbst schreibt über die Protagonisten der Dada-Szene: «Während die anderen mir sehr fremd bleiben (ich habe immer den unangenehmen Eindruck, dass ich es nicht wagen darf, künstlerische und literarische Urteile zu fällen, denn alles, was mir gefallen hat, wird als sentimentaler Kitsch abgetan, mit Achselzucken und verächtlichem Schnaufen durch die Nase), ist Ball der einzige, der wie ein ruhiger, älterer Bruder wirkt. […] Ich möchte nicht missverstanden werden: Es liegt mir fern, den sogenannten Dadaismus in Bausch und Bogen als etwas halb Irrsinniges einerseits, eine Spekulation auf den Snobismus andererseits abzutun. Für Ball wenigstens war es eine ernste, ich möchte sogar sagen, tiefe und verzweiflungsvolle Angelegenheit. Man vergesse vor allem nicht, in welcher Zeit dieses ‹Mouvement› entstanden ist: am Ende des zweiten und zu Beginn des dritten Kriegsjahres. Wie schon einmal erwähnt, war dieser Dadaismus für Ball eine Schutzmassnahme und eine Flucht. Was nützte Logik, was Philosophie und Ethik gegen den Einfluss jenes Schlachthauses, das aus Europa geworden war? Es war der Bankrott des Geistes».

#### Magadino und Alp Brusada

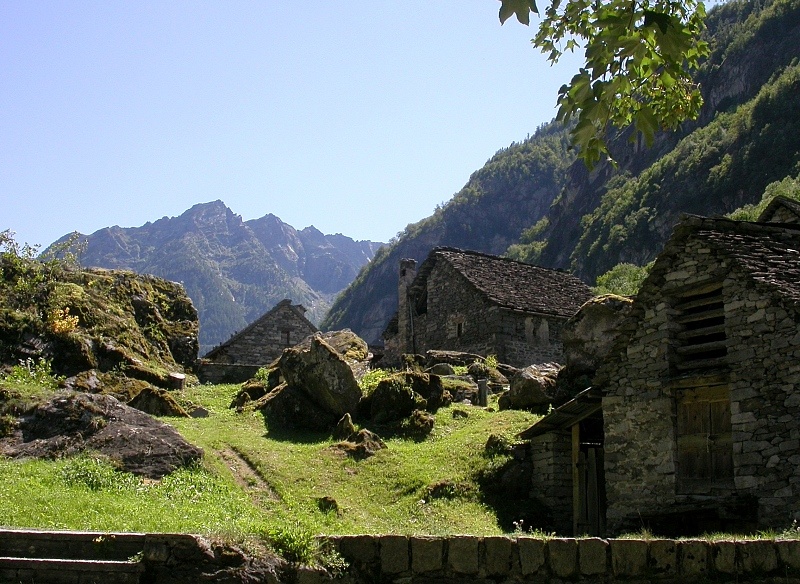
Alphütten im Maggiatal

Glauser führte in Zürich ein Künstlerleben statt Chemie zu studieren, machte nebenbei Schulden und brach schliesslich das Studium ab. Im Mai 1917 wurde der junge Dadaist durch die Amtsvormundschaft Zürich verbeiständigt, woraufhin er sich in die Südschweiz absetzte; in seinen Erinnerungen in Dada bezeichnet er diesen Lebensabschnitt als «Die Flucht ins Tessin». Dort verbrachte er von Juni bis Mitte Juli mit Hugo Ball und Emmy Hennings die Zeit in Magadino und später auf der Alp Brusada im Maggia-Tal (im Valle del Salto, rund 7 Kilometer nordöstlich der Ortschaft Maggia). Glauser schildert diesen Lebensabschnitt mit folgenden Worten: «So fuhren wir beide [Glauser und Ball] an einem Abend nach Magadino. Dort erwartete uns Frau Hennings mit ihrer kleinen Tochter Annemarie. Annemarie war neunjährig und zeichnete. Ich bekam ein grosses Zimmer in einem alten Haus, die Wände waren zart rosa, und der See vor den Fenstern hatte ein ruhiges Blau. Wir schwiegen meistens zu dritt, es war so nötig nach dem Trubel in Zürich. Abwechselnd kochten wir. Doch nach und nach ging das Geld aus. Da beschlossen wir, auf eine Alp zu ziehen ganz hinten im Maggiatal. […] Unser Wohnhaus war ein Schuppen. Wir schliefen auf Bergheu. In der Nähe brauste durch Nacht und Tag ein Wasserfall. Spitze Gipfel umsäumten unser Haus, und nah war uns der Schnee der Gletscher. Wir verteilten unter uns die Stunden des Tages zur Benützung der Schreibmaschine. […] Hauptnahrungsmittel waren Polenta und schwarzer Kaffee. Das Melken der Ziege war nicht ganz einfach. Als wir kein Geld mehr hatten, gingen wir auseinander.» Auch Emmy Hennings erinnerte sich lebhaft an diese Zeit: «Er war – ich glaube auf Antrag seines Vaters – in psychiatrischer Behandlung. Der Arzt wusste nichts Rechtes mit ihm anzufangen und war froh, als wir (also mein Mann und ich) Clauser mit in den Tessin nahmen. […] Wir waren einige Wochen zusammen in Magadino, dann einige Wochen auf einer einsamen Alp. Hier erinnere ich mich oft daran, dass Clauser sonntags auf den Balken der Hütte stieg und uns von dieser luftigen Kanzel aus Predigten hielt, die ausgezeichnet formuliert waren.»

#### Ascona und Ronco

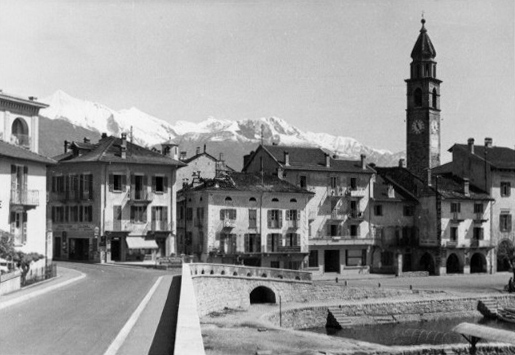
Ascona, 1932

1918 wurde Friedrich Glauser entmündigt. Es folgte die Flucht nach Genf, Verhaftung nach Diebstählen, Einweisung in die Psychiatrische Klinik Bel-Air, Diagnose «Dementia praecox». Daraufhin kam er zum ersten Mal in das Psychiatriezentrum Münsingen, in dem er insgesamt beinahe sechs Jahre seines Lebens verbringen sollte. Im Juli 1919 flüchtete Glauser aus Münsingen, diesmal wieder ins Tessin. Dort fand er Unterkunft bei Robert Binswanger in Ascona. Das Dorf am Lago Maggiore unterhalb des Monte Verità war zu dieser Zeit ein Magnet für Künstlerkolonien, Bohemiens, politische Flüchtlinge, Anarchisten, Pazifisten sowie Anhängern unterschiedlicher alternativer Bewegungen. Glauser machte Bekanntschaft mit etlichen Persönlichkeiten wie Bruno Goetz (der zu seinem besten Freund aus dieser Zeit wurde), Mary Wigman, Amadeus Barth, Marianne von Werefkin, Alexej von Jawlensky, Paula Kupka, Werner von der Schulenburg oder Johannes Nohl. In seiner autobiografischen Erzählung Ascona. Jahrmarkt des Geistes (1931) lässt Glauser jene Zeit und Menschen erneut aufleben. Auch in seinem Ascona-Roman-Fragment tauchen etliche Figuren und Begebenheiten von damals auf. So sagt zum Beispiel Schlatter (= Glauser) in der Version I: «Ja, wir seien eine kleine Gesellschaft von Künstlern, zwei Maler, eine Grafikerin, eine Tänzerin, zwei Schriftsteller, und dann sei ich noch da, ich schriebe auch.» Glauser schien sich sehr wohl zu fühlen in dieser Gesellschaft von Gleichgesinnten, wo intellektueller Austausch und Kultur stattfand. Dennoch zog es ihn schon bald wieder weg. Dazu schrieb er: «Ein Freundeskreis hatte mich aufgenommen, wie ich ihn mir herzlicher nicht hätte wünschen können. Und doch dauerte es kaum zwei Monate, da sehnte ich mich wieder nach Einsamkeit.» Diese Sehnsucht bezog sich auch auf eine Frau: Glauser hatte sich in die zehn Jahre ältere Elisabeth von Ruckteschell verliebt.

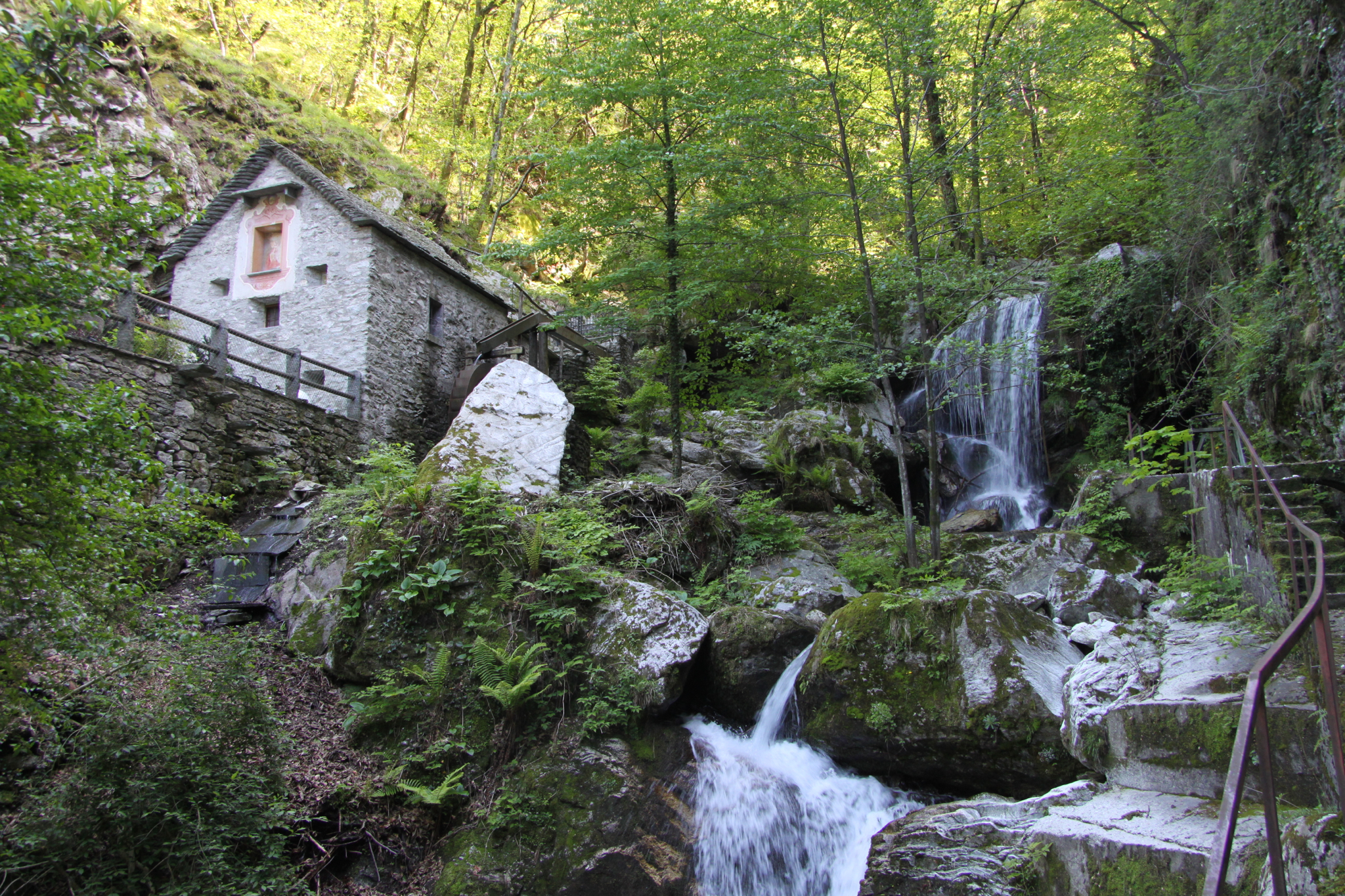
Eine Mühle in der Nähe von Ronco

Elisabeth, genannt Lison, war Glausers erste grosse Liebe. Davon zeugt auch der leidenschaftliche Briefwechsel zwischen den beiden. Am 25. September 1919 schrieb er ihr zum Beispiel: «Weisst du, warum du mir immer begegnest? Weil ich immer an dich denken muss und dich herzerren möchte auf der flachen Bahn der Mondstrahlen. Wenn du kommst, kleines Lison, möchte ich dich am liebsten entführen, ganz allein irgendwohin ins Maggiatal, auf zwei drei Tage und dich so furchtbar lieb haben, dass du überhaupt nicht mehr weisst, wo dir der Kopf steht. Das wäre durchaus schön und angenehm.» Glauser und Elisabeth zogen im November 1919 in eine leerstehenden Mühle bei Ronco und lebten dort bis Anfang Juli 1920. In der Erzählung Ascona erinnerte sich Glauser an diese romantische Zeit: «Mit einer Freundin zusammen mieteten wir eine alte Mühle, auf dem Weg von Ronco nach Arcegno. Im Erdgeschoss eine riesige Küche, im ersten Stock zwei Zimmer mit den notwendigsten Möbeln. Holz gab es im Überfluss; in der Küche war ein grosser, offener Kamin eingebaut. Lange Zeit war die Mühle unbewohnt geblieben. Darum hatten sich die verschiedensten Tiere in ihr einquartiert. Manchmal, wenn wir kochten, kroch unter dem Kamin eine feiste Ringelnatter hervor, sah sich ungnädig im Raume um, schien gegen die Störung protestieren zu wollen und verschwand dann in einer Mauerritze. Wenn ich des Nachts in die Küche kam, sassen Haselmäuse mit buschigem Schweif auf den Brettern und knabberten Makkaroni. Ihre braunen Augen leuchteten im Kerzenschein. Die Tage vergingen ruhig …»
Auch im Ascona-Roman-Fragment taucht die Mühle (und Elisabeth) immer wieder auf. Beispielsweise in der Version I: «Ich wohne wieder in der ‹Molina›, in der Mühle an der Strasse, die von Ronco nach Arcegno führt. […] Aber die Mühle steht noch, niemand steigt zu ihr hinauf, sie ist Gott sei Dank abgelegen… Haselmäuse hausen zusammen in ihr zusammen mit mir und fressen meinen Reis und meine Makkaroni.» Und bezüglich der schriftstellerischen Tätigkeit in der Mühle benutzt Glauser für den Protagonisten in Version III unverblümt die eigene Biographie: «Wollte studieren, begann in Zürich… Chemie, ja. Aber mein Vater konnte mir kein Geld mehr schicken, da hab ich probiert, mich mit Privatstunden durchzuschlagen. Bin fast verhungert. Habe dann geschrieben, Artikel, kleine Geschichten, einmal etwas Längeres, einen Genfer Roman [Glauser spricht hier seine Novelle Der Heide von 1917/1920 an], den hat mir eine Zeitschrift angenommen und gut gezahlt.»
Anfang Juli 1920 endete die Romanze in der Mühle abrupt: Glauser verfiel erneut der Morphiumsucht, wurde in Bellinzona verhaftet und in die Irrenanstalt Steigerhubel in Bern eingeliefert. Am 29. Juli gelang ihm von dort jedoch durch die Hilfe von Elisabeth eine Flucht mit dem Taxi. Im Polizeirapport vom 30. Juli 1920 heisst es unter anderem: «Die unbekannte Frauensperson, die dem Glauser zu der Flucht verholfen hat, ist ohne Zweifel identisch mit einer gewissen Elisabeth von Ruckteschell, vermutlich wohnhaft in Zürich oder Ronco, Kanton Tessin. Die Ruckteschell hat den Glauser öfters besucht, so auch Donnerstag den 29. ds. Ohne Zweifel wurde auch an diesem Tage die Verabredung zur Flucht getroffen.» Wovon Glauser nichts wusste war, dass der Feldwebel-Einsatzleiter in dieser Angelegenheit Studer hiess. Nach dieser Flucht fand er für kurze Zeit eine Bleibe bei Familie Raschle in Baden, bevor er in die Fremdenlegion eintrat.
Elisabeth von Ruckteschell heiratete kurz nach der Trennung von Glauser im Frühjahr 1921 dessen Freund Bruno Goetz. Zu beiden pflegte Glauser in den folgenden Jahren weiterhin Kontakt. Seine Erinnerungen an die Zeit im Tessin schliesst er mit folgenden Worten: «So endete meine Asconeser Zeit. Ich habe dort viel gelernt, weniger von den Menschen, obwohl auch diese nicht ohne Einfluss auf mich geblieben sind. Vielleicht ist das Wichtigste, was ich dort gelernt habe, die Einsicht, dass man Geistesprodukte nicht überschätzen darf. Und besonders sich selbst als Schöpfer dieser Geistesprodukte. […] Wir haben kein Recht, uns viel auf unser Können einzubilden. Und Eitelkeit ist leider sehr häufig.»

### Comic-Adaption
Am 24. Mai 1996 schrieb die Zeitschrift Cash: «Der grosse Rummel um Friedrich Glauser (1896–1938) ist vorbei: Sein 100. Geburtstag wurde am 4. Februar 1996 pflichtschuldigst abgefeiert. Doch eine spannendere Spurensuche hat eben erst begonnen: Die Glauserianer haben noch einige Trümpfe im Ärmel.» Gemeint war unter anderem Hannes Binders neueste Comicadaption: Nach Glausers Chinese als Comic (1988), Die Speiche (unter dem Titel «Krock & Co.», 1990) und Knarrende Schuhe (1992), folgte nun die Bearbeitung des unvollendeten Ascona-Stoffes unter dem Titel Wachtmeister Studer im Tessin. Im Vorwort der Graphic Novel schreibt Krimiautor Peter Zeindler unter anderem: «Da ist dieses Romanfragment, in dem Glauser seinen Helden ins Tessin schickt, ihn in der Nähe des Monte Verita, in der Mühle von Arcegno unterbringt und dort vergisst. Es mag die Vorstellung gewesen sein, dass Studer wie König Barbarossa da noch immer sitzt, dass sein Schnauz durch den Tisch wächst und dass er nach Glausers Tod auf jemanden wartet, der ihn erlöst. Und gleichzeitig ergibt sich so für Binder die verlockende Möglichkeit, […] eine Rettungsaktion zu starten und in eigener Regie die von Glauser initiierte Geschichte weiter zu Ende zu denken, zu zeichnen.»

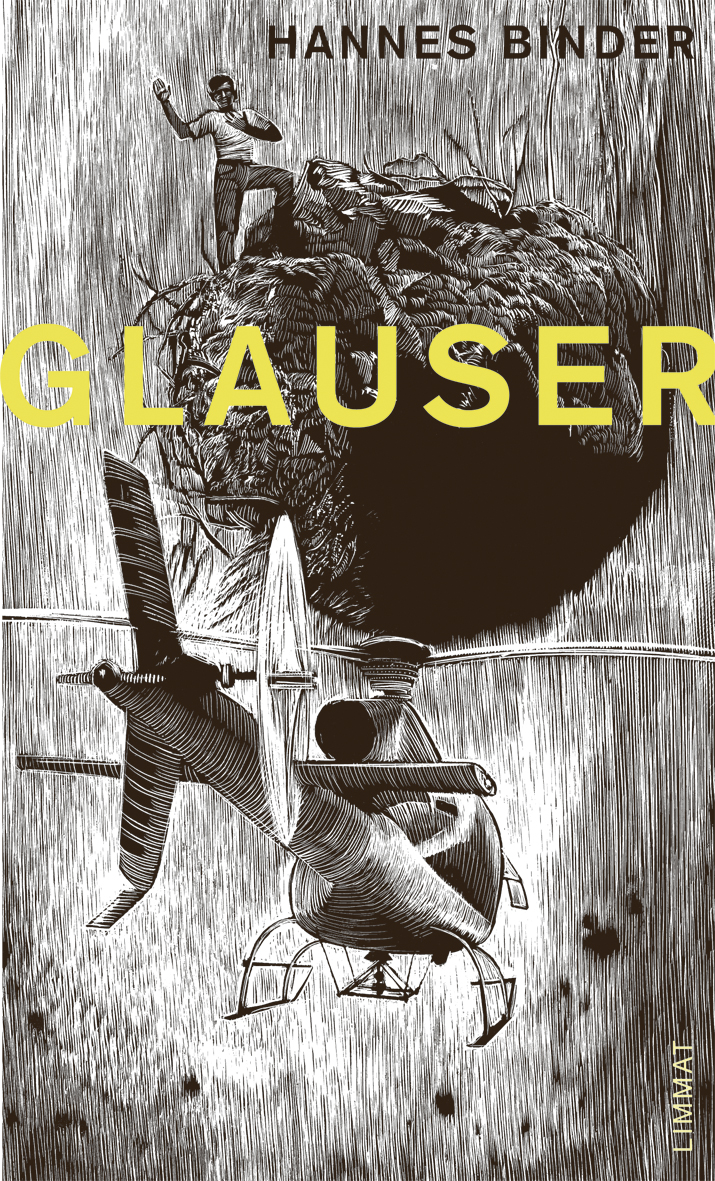
Glauser (inkl. Krimi-Comic «Wachtmeister Studer im Tessin») von Hannes Binder im Limmat Verlag, 2011

Binder nimmt Glausers Grundideen auf und variiert die Handlung, so dass die Geschichte in einem Zirkelschluss endet: Als Studer mit seiner Frau die Ferien im Tessin verbringt, wird er Zeuge eines Badeunfalls. Kurz darauf meldet sich ein Unbekannter bei ihm, der sich als Friedrich Glauser vorstellt und anhand von Fotos beweisen kann, dass die ertrunkene Frau in Wahrheit ermordet wurde. Glauser, der in einer Mühle bei Arcegno wohnt, bittet den Kommissär um Hilfe bei der Auflösung des Verbrechens. Als Studer am Abend während des Filmfestivals von Locarno einen Film über den Ausdruckstanz der 30er-Jahre sieht, erkennt er in einer Tänzerin auf der Leinwand die Tote und beginnt daraufhin zu ermitteln. Sein erster Besuch gilt der Villa des bekannten Gurus «Ernesto», dessen Geliebt die Ermordete war. Kurze Zeit später wird neben Glausers Mühle die Leiche von «Ernestos» Leibwächter entdeckt. Studer dringt in die leerstehende Mühle ein und findet dort das Foto der toten Tänzerin; auf der Rückseite steht: «Dem Traumtänzer Friedel von seiner tanzenden Muse.» Kurz darauf entdeckt er eine alte Schreibmaschine, in der ein Blatt Papier steckt. Er beginnt zu lesen und bemerkt, dass der Text exakt Studers vergangene Stunden beschreibt. Im Papierkorb findet er zudem eine Notiz, die den gesamten Plot des Falles stichwortartig auflistet.
In den insgesamt 73 Panel lässt Binder Glausers Zeit im Tessin detailgetreu aufleben, indem er zum Beispiel die Piazza Grande, das Filmfestival Locarno, das Maggiatal, den Monte Verità oder die Centovallibahn in den Kriminalfall integriert. Auch tauchen, neben Glauser selbst, bekannte Persönlichkeiten im Comic auf: So sitzen in einem Grotto der Kurator Harald Szeemann oder die Kriminalautorin und Wahltessinerin Patricia Highsmith. Sogar Humphrey Bogart und Ingrid Bergman sind in Wachtmeister Studer im Tessin zu finden. Und nicht zuletzt Hannes Binder selbst, indem er in einem Restaurant Studer und seiner Frau einen Platz an seinem Tisch anbietet. Zu den zeichnerischen Freiheiten noch einmal Peter Zeindler: «Binder lässt seinem alten Freund [Studer] viel Raum, zwingt seinen sperrigen Geist nicht mehr in den Comicraster, sondern lässt ihn auf seinen bevorzugten magischen Schauplätzen wandern, auch schnüffeln, suchen. Und er verhilft Studer an einem sommerlichen Swimmingpool sogar zu einer Begegnung mit seinem Schöpfer Glauser, der ihn in einem Fall um Hilfe bittet. […] Gemeinsam haben Studer und Glauser Binder eine Bildergeschichte entlockt, eine Folge von südlichen Miniaturen, von visionären Landschaften, von Konfrontationen, die deshalb so eindrücklich sind, weil der Zeichner zum ersten Mal in dieser Troika nicht allein die dienende, interpretierende Funktion übernehmen musste oder wollte, sondern jetzt seinen eigenen Phantasien und Sehnsüchten nachgeben darf.»
2002 verschaffte Hannes Binder dem Studer noch einmal einen Auftritt im Tessin. In der Version IV des Ascona-Roman-Fragmentes lautet die Stelle, als Studer nachts zu Mühle kommt und Personen um das Feuer beobachtet: «Ein kratzendes Geräusch. Geigen begannen zu singen, sehr leise. Es war eine Melodie, die der Kommissär schon einmal gehört hatte, er erinnerte sich nicht, wo. Es war eine merkwürdige Melodie, und in der Stille der Nacht schien sie unbekannte Geschöpfe aufzuwecken, die man sonst nur in Märchen antraf.» Ausgehend von den Zeilen dieses Fragmentes nannte Binder seinen neuen Comic «Eine Melodie, die der Kommissär schon einmal gehört hatte…» In dieser traumartigen Handlung versammeln sich neben Glauser und seinem Wachtmeister Persönlichkeiten wie Hannah Arendt oder Max Frisch, welche ebenfalls eine enge Verbindung zum Tessin hatten.

### Roman-Adaption
2022 kam es zu einem weiteren Pastiche mit dem Ascona-Roman-Fragment: Hundert Jahre nach Glauser übernahm der Tessiner Schriftsteller Andrea Fazioli dessen Grundidee über Studers Ferien in Ascona, ersann eine Erzählung um die Fragmente herum und klärte den Fall schliesslich auf. Dazu erläutert der Schriftsteller: «Glauser ist ein Autor, den ich immer geliebt habe, schon als Junge. Für mich war es eine grosse Ehre, das Ascona-Fragment weiterschreiben zu dürfen.»

## Charleroi-Roman

### Inhalt
Vom Charleroi-Roman-Fragment haben sich zwei grössere Versionen im Nachlass erhalten. Glauser variiert darin die Flucht eines Angeklagten und einen Mord im Spital- und Bergwerksmillieu.

#### Version I
Von allen Romanfragmenten ist die Version I des Charleroi-Krimis die längste. Allerdings hat Glauser hier Studer durch einen neuen Ermittler ersetzt: Kommissär Roquelair aus Charleroi. Handlungsorte und Personal sind ähnlich mit der Version II, in der Jakob Studer den Mordfall aufzuklären beginnt.

#### Version II

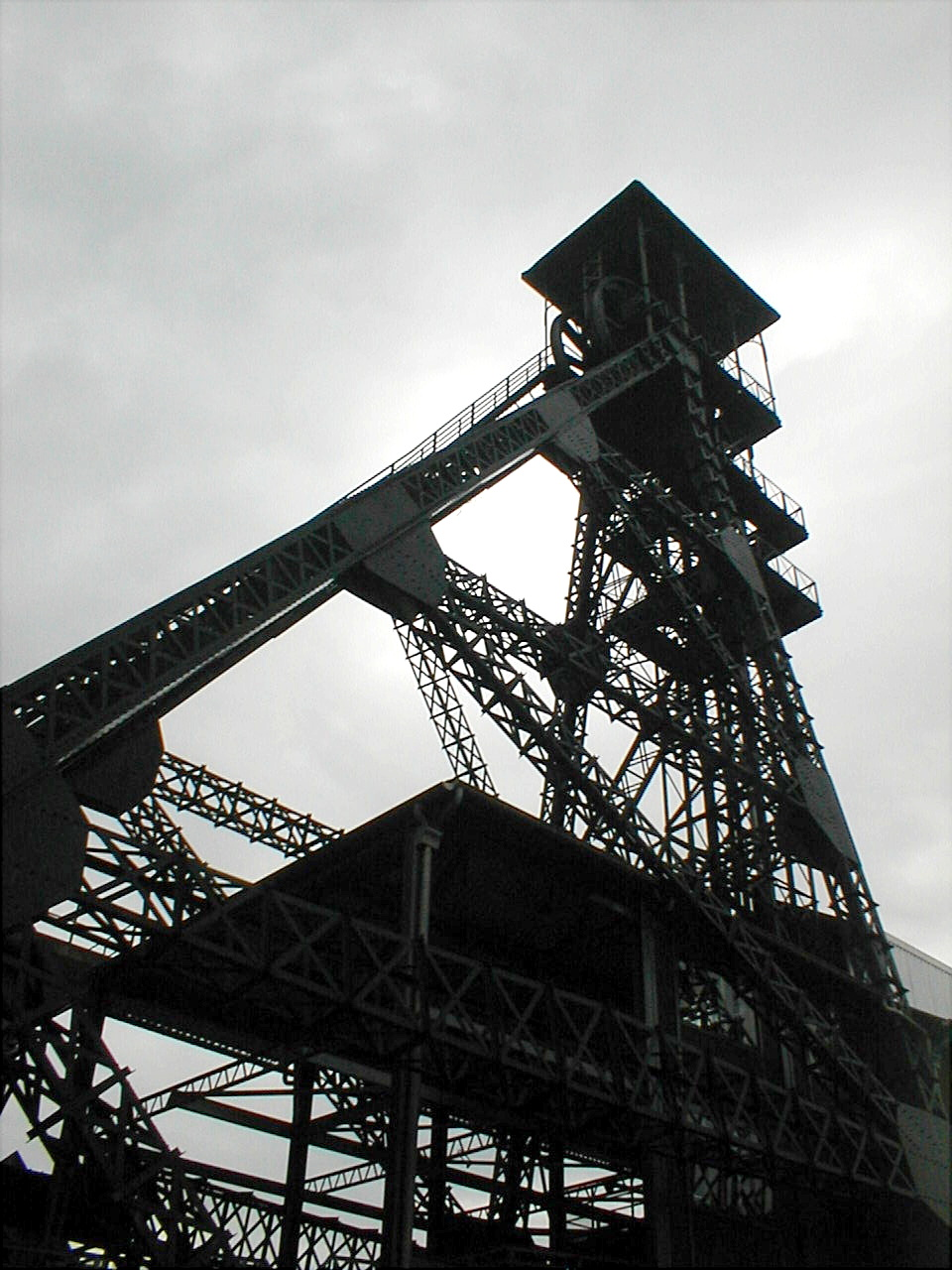
Kohlebergwerk in Charleroi

1. Kapitel – «Schweizer im Ausland»: April 1923, Bergwerksstadt Charleroi in Belgien. Der Gefangene Ignaz Kohlhepp ist von der Polizei für eine Operation in das Zivilspital eingeliefert worden. Kurz nach der Operation wird der Polizist Coster, welcher Kohlhepp bewachen soll, durch ein Schlafmittel im Kaffee betäubt, so dass der Gefangene fliehen kann. Am nächsten Morgen versammelt Gustave Melon, Kommissär der Stadtpolizei Charleroi, alle Personen, welche etwas zur Aufklärung des Verschwindens beitragen können, zu einem Verhör im Konferenzzimmer des Spitals: Direktor Cromelinckh, Oberarzt Dr. Bellot, den Chirurgen Dr. Jean Deton, die Oberpflegerin Jeanne Pestiaux und deren Stellvertreterin Vera Schukany. Auch einige Schwestern sowie der Krankenpfleger und Nachtwächter Frédéric Mortaval (Ich-Erzähler) nehmen daran teil. Die Befragung ergibt unter anderem, dass Kohlhepp und Mortaval beide Schweizer sind; aus diesem Grund bittet Melon den Nachtwächter mit ihm zum Frühstück zu kommen, um einen Landsmann von ihm zu treffen. Bevor die beiden das Spital verlassen, bemerkt der Kommissär, dass Mortaval in seinem Zigarettenetui Sedol-Ampullen [morphiumhaltiges Medikament] aufbewahrt, welche möglicherweise zum Einschläfern des Gefreiten Coster hätten benutzt werden können.
2. Kapitel – «Ein Berner Kommissär wartet, diskutiert, frühstückt und lässt mich dann erzählen»: Auf dem Weg ins Restaurant klärt Mortaval der Kommissär über die Beziehungen des Spitalpersonals untereinander auf. Im Gasthof angekommen stellt Melon dem Pfleger Kommissär Studer von der Berner Stadtpolizei vor; dieser hat kürzlich an einem Kriminalisten-Kongress in Brüssel teilgenommen und danach seinen Freund Melon in Charleroi besucht. Da im aktuellen Fall Schweizerbürger involviert sind, hat Melon seinen Polizeikollegen um Hilfe gebeten. Für Studer wird der Fall Kohlhepp während des folgenden Frühstücks noch einmal erläutert: Der Kohlegrubenarbeiter Ignaz Kohlhepp ist von seiner Zimmerwirtin Mélanie Vandevelde beschuldigt worden, 20 Franken gestohlen zu haben. Obwohl Kohlhepp die Tat bestritten hat, ist er von der Polizei in Gewahrsam genommen worden. In der Zelle hat er daraufhin einen Selbstmordversuch unternommen, indem er einen zerbrochenen Löffel verschluckt hat. Er ist daraufhin notfallmässig ins Spital eingeliefert worden, wo er nach der Operation flüchten konnte. Als Melon seine Ausführungen beendet, kommt der Gefreite Coster ins Restaurant und meldet einen Mord: Karen Deton, Gattin von Dr. Deton, ist mit aufgeschnittener Kehle im Lehnsessel ihrer Wohnung aufgefunden worden. Melon muss sofort an den Tatort. Studer unterhält sich daraufhin eingehend mit Mortaval. Während dieser von seiner schwierigen Vergangenheit erzählt (Fremdenlegion, Kohlengrubenarbeit, Malariarückfall, Liebe zur Pflegerin Juliette Vanrossom, Selbstmordversuch), findet er Zutrauen zu dem Berner Fahnder. Studer möchte Mortaval in die Ermittlungen miteinbeziehen.
3. Kapitel–- «Eine Begegnung, zwei Häuser und die Schweizerinnen im Spital»: Nach dem Frühstück machen sich Studer und Mortaval auf den Weg zur Arbeiterpension von Frau Vandevelde, um die ehemalige Vermieterin von Kohlhepp zu befragen. Dabei stellt sich heraus, dass der Gesuchte möglicherweise im Cabaret «Gambrinus» zu finden ist, da er Kontakt zur Sängerin und Tänzerin Marie Haarlem gehabt hat. Während des Mittagessens beauftragt Studer Mortaval mit zwei Aufträgen: Am Nachmittag soll dieser noch einmal zu Frau Vandevelde zu gehen, um mehr in Erfahrung zu bringen und später das «Gambrinus» besuchen, um möglicherweise Marie Haarlem zu finden.
4. Kapitel – «Ein Besuch – und noch einer»: Nach seinem Besuch in der Arbeiterpension erzählt Mortaval Studer, was er bei Frau Vandevelde herausgefunden hat: Kohlhepp war seit Februar in der Pension Mieter und wurde des Öfteren beobachtet, wie er mit einem unbekannten Mann spazieren gegangen ist. Seltsam scheint auch, dass Kohlhepp wiederholt mit einer Schaufel im Keller des Hauses gesehen wurde. Es hält sich das Gerücht, dass der Vorbesitzer des Hauses, kurz bevor die Deutschen während des Krieges einmarschierten, seine Goldmünzen vergraben hatte, bevor er fliehen musste.
5. Kapitel – «Gambrinus»: Gegen Abend besucht Mortaval das Casino «Gambrinus» auf der Suche nach Marie Haarlem. Diese erscheint nach der Pause auf der Bühne. Mortaval lädt die Sängerin nach dem Auftritt mit Studers Geld zum Champagner ein. Als er sie nach dem Mord an Karen Deton fragt, verkrampft sich Marie und weicht weiteren Fragen aus. Dennoch beginnt sie von Kohlhepp zu erzählen. Da erscheint ein Mann mit Smoking und winkt die Sängerin zu sich. Mortaval verlässt das Lokal, um Kommissär Studer, der mittlerweile im Spital wartet, zu berichten. [Das Typoskript bricht mitten auf der Seite ab]

### Entstehung
Als Glauser 1936 in Angles weilte, tauchte in einem Brief an Martha Ringier eine erste Andeutung zum Charleroi-Stoff auf. So schrieb er ihr am 20. Oktober in Bezug auf seine Erzählung Im Dunkel: «Es ist möglich, dass es einschlägt, ich hoffe es, dann könnt ihr noch so ein Heftli haben mit Spital Charleroi.» Da Im Dunkel der erhoffte Erfolg verwehrt blieb, verfolgte Glauser die Idee mit Charleroi nicht weiter. Als zwei Jahre später allerdings Max Ras vom Schweizerischen Beobachter neuerliches Interesse an dem Stoff zeigte, nahm Glauser im Sommer 1938 die Arbeit daran wieder auf. Am 4. Oktober schickte er die Anfänge der beiden Charleroi-Versionen aus Nervi an Ras, begleitet von einem Bittbrief, in dem er unter anderem schrieb: «Sie wollten seinerzeit eine Fortsetzung von Im Dunkel, das Ihnen besser gefallen hat als mein Studer-Roman Die Speiche. Nun schuft ich schon seit zwei Monaten an dieser Fortsetzung herum, denn es soll etwas Gutes für Sie werden. Und nun könnte ich es fertig machen, gut sogar, wie Sie aus den beigelegten Manuskripten ersehen können, wenn ich wenigsten noch einen Monat absolute Ruhe habe. […] Wenn Ihnen also der eine oder andere Anfang der Geschichte gefällt, dann schicken Sie mir bitte in einem Expressbrief 300.– Franken. Ich weiss, es ist viel verlangt. […] Wenn Sie aber finden, dass entweder die eine oder die andere – schon durchgearbeitete – Fassung (1. Kapitel: Schweizer im Ausland) gefällt, so haben Sie Vertrauen zu mir und helfen Sie mir. Wenn Sie mir sagen, welche Fassung Ihnen am besten gefällt, so werde ich diese beenden.» Ras hatte jedoch in der Zwischenzeit das Interesse an Glausers Texten verloren. Allerdings liess er ihm am 7. Oktober 500 Lire nach Nervi überweisen, zu denen der Redaktor Dr. Koenig schrieb: «Wollen Sie den Betrag bitte als Unterstützung in Ihrer gegenwärtigen Notlage und nicht als Honorar-Anzahlung betrachten.» Am 4. November folgten dann die Typoskripte retour, wozu wiederum Dr. Koenig bemerkte: «Da Herr Ras von Basel abwesend ist, sind wir nicht in der Lage, Ihnen auf die gestellten Anfragen zu antworten. Unseres Wissens besteht bei unserer Verlagsleitung nicht die Absicht, einen weiteren Roman von Ihnen zu erwerben.»
Dass Ras (nachdem er Die Speiche publiziert hatte) nicht mehr an Glausers literarischen Arbeiten interessiert war, lag möglicherweise auch daran, dass die Charleroi-Roman-Fragmente nicht zu überzeugen vermochten. Im Vergleich zu den anderen beiden Studer-Projekten des Jahres 1938, wirkt das Charleroi-Fragment unausgegoren: Viele Szene scheinen zu lang und oft ist kein Bezug zur Kriminalhandlung, welche kaum in Fluss kommt, erkennbar. Und indem Glauser so viele Schweizer in Charleroi versammelt (mehrere Krankenschwestern, Kohlhepp, Mortaval, der Pfarrer, Marie Haarlem) strapaziert er den Zufall zu arg. Der Glauser-Biograf Gerhard Saner fragt diesbezüglich, vielleicht sei das Charleroi-Roman-Fragment eine: «… prosagewordene Folge von Glausers Schädelbruch und Hirnerschütterung in der Friedmatt? Ganz unangebracht ist der Hinweis auf den physischen Zustand des Autors nicht, erinnern wir uns nur an seine eingangs erwähnten Arbeitsstörungen nach der Friedmatt-Kur.»

### Biografischer Hintergrund Charleroi-Roman

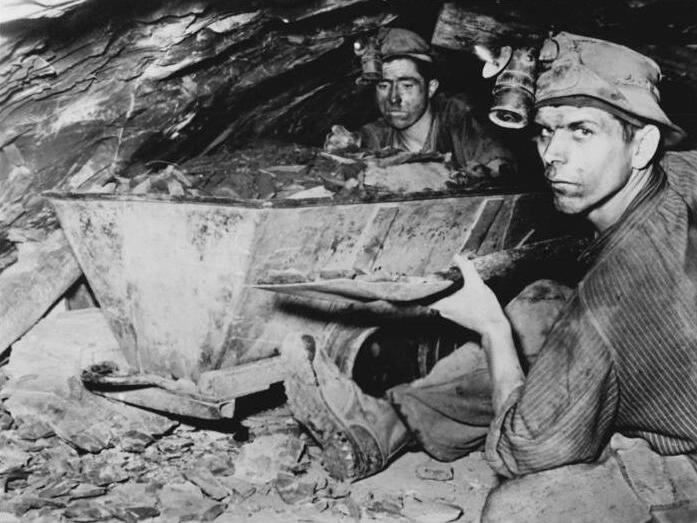
Eine weitere Erfahrung aus Glausers bewegtem Leben: Kohlebergbau untertags

Als Friedrich Glauser wegen eines Herzfehlers im Frühjahr 1923 aus der Fremdenlegion ausgemustert wurde, reiste er zuerst nach Paris und arbeitete dort als Tellerwäscher im «Grand Hôtel Suisse». Im September wurde ihm gekündigt, da er bei einem Diebstahl erwischt worden war. Daraufhin reiste er nach Belgien und erreichte Charleroi Ende September. Dort blieb er ein Jahr bis September 1924. In dieser Zeit arbeitete er in einer Kohlengrube als Bergmann, unterbrochen durch einen Spitalaufenthalt infolge eines Malariarückfalles. Kurz nachdem Glauser in Charleroi angekommen war, schrieb er an seine ehemalige Freundin Elisabeth von Ruckteschell: «Ich denke daran zurück [an Ascona] wie an eine ferne, liebe Heimat, die irgendwie Zufluchtsort bleibt in meiner öden Heimatlosigkeit. […] Ich arbeite in der Grube, 822 Meter unter dem Erdboden, Nachtschicht, von 9 Uhr abends bis 5 Uhr morgens. Mein neuer Titel: hiercheur nuit, Lohn 22 frs pro Tag. […] Ich denke oft an dich Lison, und auch in der Legion glaubte ich oft, du würdest plötzlich kommen, wie im Steigerhubel, und mich mitnehmen, wie eine Fee; doch Feen haben geheiratet und sind glücklich [Elisabeth von Ruckteschell hatte im Frühjahr 1921 Glausers besten Freund Bruno Goetz in Florenz geheiratet]. Es ist gut so und es freut mich. Soll ich denken, dass ich mein Glück verpasst habe, wie ich so ziemlich alles verpasst habe. Was willst du; die schwarzen Kohlen färben auf den Geist ab.» Glauser verfiel wiederum dem Morphium und es folgte sein vierter Selbstmordversuch, indem er sich die Pulsadern aufschnitt. Er wurde ins städtische Krankenhaus von Charleroi eingeliefert, wo er nach seiner Genesung als Pfleger arbeitete. Am 5. September entfachte er in einem Morphiumdelirium einen Zimmerbrand und wurde in die Irrenanstalt Tournai eingeliefert. Im Mai 1925 folgte dann die Rückschaffung in die Schweiz ins Psychiatriezentrum Münsingen.
Die Schauplätze und Figuren von damals wollte Glauser im geplanten Roman noch einmal detailliert gestalten. Das Charleroi-Roman-Fragment ist wahrscheinlich von allen dreien das autobiografischste. Dies zeigt sich schon daran, dass Glauser den Krimi durch die Figur des Frédéric Mortaval, die wie kaum in einer anderen Erzählung als Friedrich Glauser erkennbar ist, in der Ich-Perspektive erzählen lässt. Als sich beispielsweise Mortaval Kommissär Studer vorstellt, entsprechen die biografischen Angaben praktisch alle Glausers eigenem Leben: «‹Mortaval Frédéric›, sagte ich folgsam. ‹Geboren am 15. März 1896 in Ins. Elternlos. Vorbestraft 1917. Acht Monate Regensdorf wegen Einbruch. Gelernter Gärtner. Nachher eine Stelle in Baden. Es kam aus, dass ich vorbestraft war, darum engagierte ich im April 1920 in Strassburg in die Fremdenlegion. Zwei Jahre später, im April 1922 wurde ich in Oran regelrecht entlassen wegen Malaria und Herzkrankheit. Spital in Paris, dann Casserolier. Nachher fuhr ich nach Brüssel, um eine Stelle im Belgisch-Kongo zu finden. Sie konnten aber nur gelernte Arbeiter brauchen – keine Gärtner. Das Arbeitsamt schickte mich nach Charleroi, weil Handlanger in den Kohlengruben gebraucht wurden. Zwei Monate Nachtschicht. Dann Fieberanfall. Hierauf Arbeit über der Erde. Mit einem Dicken zusammen musste ich Säcke für die Grubenpferde füllen mit Hafer und Häcksel.›» Auch die meisten auftretenden Personen im Charleroi-Fragment kannte Glauser aus seinem Jahr als Grubenarbeiter und Pfleger im Spital, welche er bereits in den Kurzgeschichten Der Besuch der Königin (1929), Zwischen den Klassen (1932) und Im Dunkel (1936) beschrieben hatte.

## Angles-Roman

### Inhalt
Vom Angles-Roman-Fragment haben sich drei Versionen im Nachlass erhalten, welche jeweils den Beginn des ersten Kapitels detailliert und druckreif beschreiben. Glauser variiert darin Studers Hilfeleistung eines unschuldig Angeklagten.

#### Version I

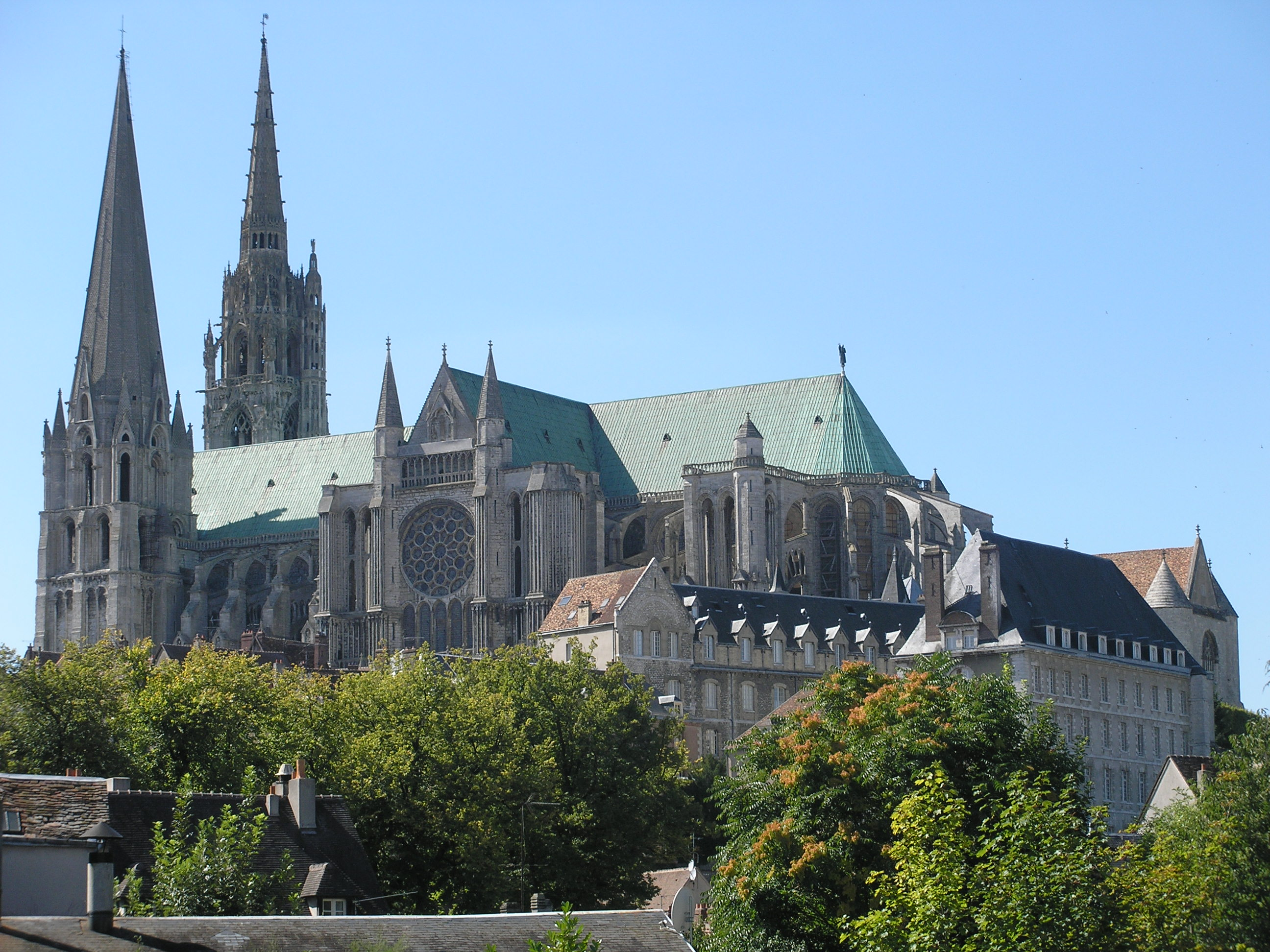
Die Ermittlungen führen Studer nach Chartres zur Kathedrale Notre-Dame

1. Kapitel – «Der bärtige Mann überm Domportal»: Winter 1923, Jakob Studer ist noch Kommissär bei der Stadtpolizei Bern und sitzt in seinem Büro an der Arbeit, als Polizeihauptmann Lüdi eintritt und einen Brief aus Frankreich von seinem Neffen Albert vorlegt. Dieser lebt in Angles, einem rund 15 Kilometer östlich von Chartres gelegenen Weiler, und betreibt dort ein kleines Gut. In dem Schreiben bittet Lüdi seinen Onkel um Hilfe, da er zurzeit in Chartres inhaftiert ist und angeklagt wird, seinen Nachbarn, den reichen Viehhändler Fernand, umgebracht zu haben. Unter Alberts Bett fand die Gendarmerie eine grosse Menge Geld und eine blutdurchtränkte Schürze. Dem Angeklagten droht durch das französische Gericht die Todesstrafe wegen Raubmord. Der Arbeitskollege Lüdi bittet Studer inständig um Hilfe, sich die Sache vor Ort anzuschauen. Nach kurzem Überlegen sagt der Kommissär zu, bezieht eine Woche Ferien und reist daraufhin nach Frankreich, um einem Schweizer Bürger im Ausland helfen. In Paris angekommen trifft sich Studer zuerst mit seinem Freund Kommissar Madelin. Dieser kann dem Berner Fahnder jedoch nicht weiterhelfen, da die Beweislage gegen Albert Lüdi zu erdrückend ist. Madelin rät Studer, sich inoffiziell mit dem Untersuchungsrichter von Chartres in Verbindung setzen. Studer geht zurück ins Hotel und beschliesst, am kommenden Morgen nach Chartres weiterzureisen. [Das Typoskript bricht mit dem Ende der Seite ab]

#### Version II

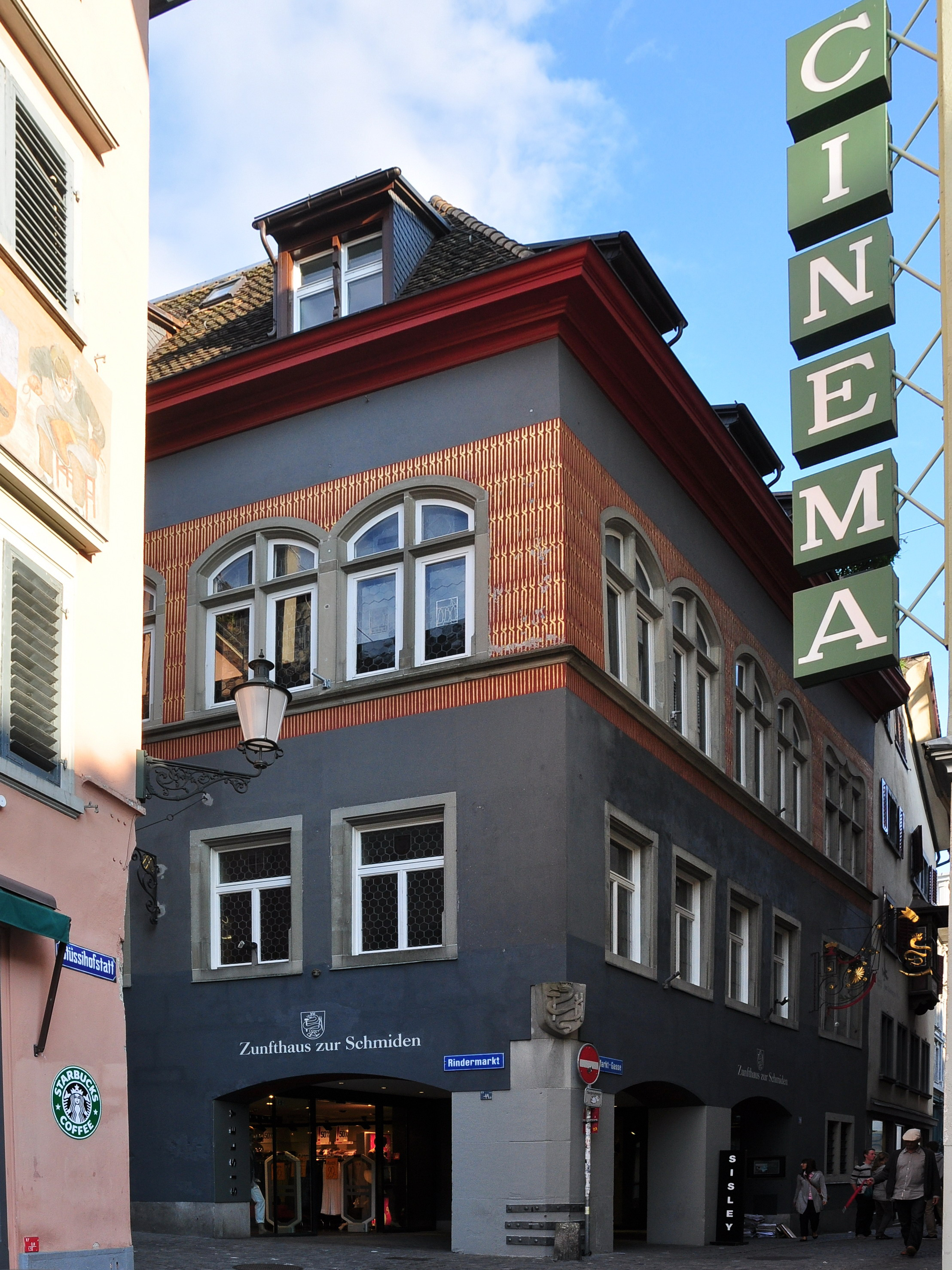
Nach dem Kino geht Studer ins Niederdorf von Zürich und befragt seinen von der Polizei gesuchten Neffen

1. Kapitel – «Kino im Sommer»: An einem heissen Sommertag in Zürich wartet Studer auf seinen Zug nach Bern. Bis zur Abfahrt verbringt er seine Zeit im Kino und ist dabei in einer äusserst kitschigen Schmonzette gelandet. Als das Licht im Saal wieder angeht, erblickt Studer seinen verstört wirkenden Neffen Karl Segesser, den Pechvogel der Verwandtschaft. Allerdings hatte dieser vor einem Jahr endlich Glück gehabt, indem er eine Stelle in Frankreich fand: Ein Bankdirektor aus Paris, der in der Nähe von Chartres ein kleines Gut besass, suchte dafür einen Verwalter. Karl bekam die Stelle und reiste mit seiner Frau nach Angles. Studer lädt seinen Neffen in einen Gasthof im Zürcher Niederdorf ein und ermuntert ihn, sich auszusprechen. Karl erzählt, dass er aus Angst vor der Todesstrafe aus Frankreich geflohen sei: Die Justiz werfe ihm einen Doppelmord mit Raub und Brandstiftung an einem reichen Viehhändler und seiner Frau vor, dabei sei er unschuldig. Als die beiden aus dem Restaurant kommen, erblicken sie die Schlagzeilen des aktuellen Abendblattes: «Schweres Verbrechen in der Nähe von Chartres. Ein Schweizer wird gesucht.» [Das Typoskript bricht mitten auf der Seite ab]

#### Version III
1. Kapitel – «Auftakt»: Wachtmeister Studer [diese Version spielt, im Vergleich zu den Variationen I und II, nach Matto regiert, da Studer nicht mehr Kommissär ist und Bezug auf «Matto» nimmt] hat den Auftrag erhalten, in der Irrenanstalt Bern den dort internierten Ernst Segesser zu vernehmen. Dieser flüchtete vor einem Monat aus Frankreich und wurde vom Gefreiten Reinhard in Bern verhaftet. Segesser wird von der französischen Polizei wegen Doppelmord, Raub und Brandstiftung in Angles bei Chartres angeklagt. Studer soll nach dem Gespräch mit Segesser nach Chartres reisen, um den Fall zu lösen. Nachdem der Wachtmeister mit Dr. Grünkern über das Gutachten des eingelieferten Patienten gesprochen hat, wird er zu Ernst Segesser geführt. Die beiden sitzen sich gegenüber und Studer beginnt die Befragung. [Das Typoskript bricht mit dem Ende der Seite ab]

### Entstehung
Der Literaturwissenschaftler Bernhard Echte und der Germanistiker Manfred Papst datieren die Versionen I und II des Angles-Roman-Fragmentes auf Sommer 1938, also kurz nachdem Glauser sich in Nervi niederliess. Die Version III wurde wahrscheinlich im Oktober und November niedergeschrieben.

### Biografischer Hintergrund Angles-Roman

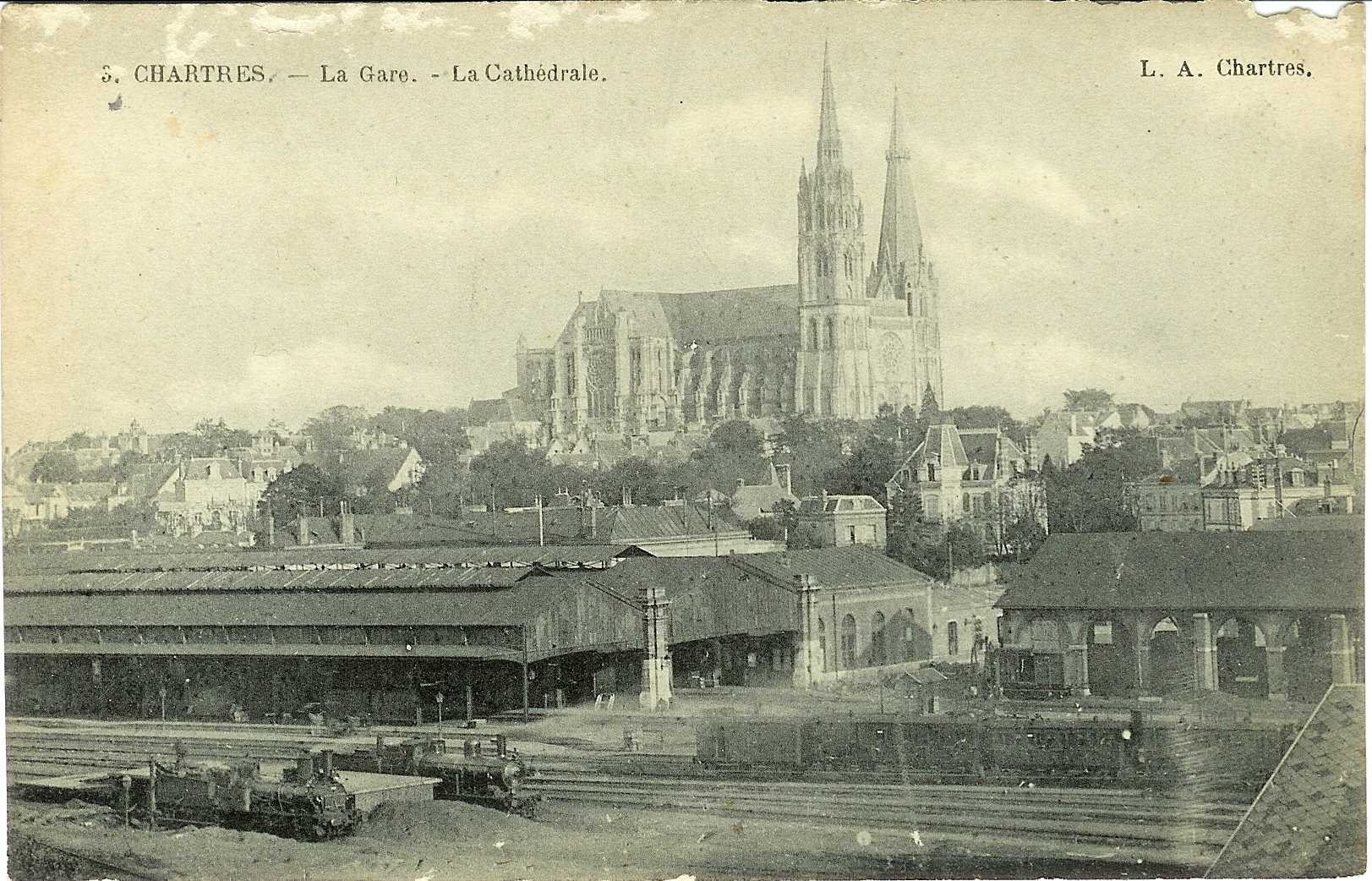
Am 1. Juni 1936 trafen Friedrich Glauser und Berthe Bendel am Bahnhof von Chartres ein

Als Glauser sich dazu entschied, einen Studer-Krimi in Angles bei Chartres spielen zu lassen, hatte die Wahl dieses Schauplatzes mit seiner Zeit vom Juni 1936 bis zum Februar 1937 zu tun: In diesen neun Monaten lebte er mit Berthe Bendel im Weiler Angles. Glauser verbrachte vor dieser Zeit insgesamt acht Jahre seines Lebens in Kliniken. Als er am 18. Mai 1936 aus der Psychiatrischen Klinik Waldau entlassen wurde, schien er mit 40 Jahren endlich die lang ersehnte Freiheit zu erhalten. Der Plan, in Frankreich einen kleinen Hof zu bewirtschaften und gleichzeitig schreiben zu können, wirkte ideal. Am 1. Juni 1936 erreichte das Paar Chartres. Von dort aus gelangten sie in den rund 15 Kilometer östlich gelegenen Weiler Angles (Gemeinde Le Gué-de-Longroi). Der Traum von Freiheit und Selbstständigkeit wich im Laufe der kommenden Monate allerdings diversen widrigen Umständen. Dies begann bereits bei ihrer Ankunft auf dem «Gut», welches sie von dem Schweizer Bankier Ernst Jucker (der in Paris arbeitete) gepachtet hatten. Das baufällige Häuschen und das umliegende Stück Land waren in einem desolaten Zustand; an Wohnen war kaum zu denken. Am 18. Juni schrieb Glauser diesbezüglich an seinen Vormund Robert Schneider: «Sehr geehrter Herr Doktor, ich hätte Ihnen schon früher Nachricht von mir gegeben, aber ein böses Zahngeschwür, das mir sehr zugesetzt hat, hat mich nur zu den nötigsten Gartenarbeiten kommen lassen. Die Verlotterung, in der wir das Gütchen gefunden haben, hat alle meine Erwartungen weit überstiegen. Es war nichts vorhanden. Herr Jucker hat uns ein Bett (d. h. eine Sprungfedermatratze mit Matratze) verehrt, sonst nichts. Alles andere mussten wir kaufen. Nicht einmal Gartengeräte hatte es.»
In den nächsten Monaten versuchte das Paar, sich seinen Lebensunterhalt durch eine Kombination aus Selbstversorgung und literarischer Arbeit zu ermöglichen. Glauser schrieb diverse Feuilletonsbeiträge für Schweizer Zeitungen und Zeitschriften. Darunter sind auch einige Texte entstanden, welche den Alltag im Weiler Angles, dessen Bewohner und Eigenheiten beschreiben: Ein Hühnerhof (1936), Schulfest (1936), Der 27. Juli (1936), Dorffest (1936) oder Nachbarn (1937). Neben der Arbeit an seinem vierten Studer-Roman Der Chinese erhielt Glauser Ende September den Bescheid, dass der Morgarten-Verlag Die Fieberkurve als Buch drucken würde, wenn er den Roman nochmals überarbeitete. Allerdings wurde das Leben in Angles für Glauser und Bendel zunehmend zur Belastungsprobe: Das Wohnen im maroden Häuschen, Geldsorgen und das Klima zehrten an den Kräften der beiden. Zudem kam Glauser aus dem Kranksein nicht mehr heraus. Es starben zu dieser Zeit auch etliche Tiere, welche Bendel und Glauser seit dem Juni 1936 aufgezogen hatten, auf unerklärliche Weise. Glauser kündigte die Pacht und fuhr mit Berthe Bendel ans Meer nach La Bernerie-en-Retz. Am 18. März schrieb er an Martha Ringier von dort: «Wunderbar ist es, dass man hier wieder arbeiten kann: Man ist ein ganz anderer Mensch als in Angles. Dort hätte ich mich eines Tages kaputt gemacht. […] Seit langer Zeit haben wir wieder gesungen und gepfiffen. Du wirst mich auslachen – aber ich glaube, das Haus in Angles war verhext. Solche Sachen gibt es. […] Es haust irgendjemand in dem Haus, der gern allein sein möchte und alle Insassen mit Krankheiten hinausekelt.»

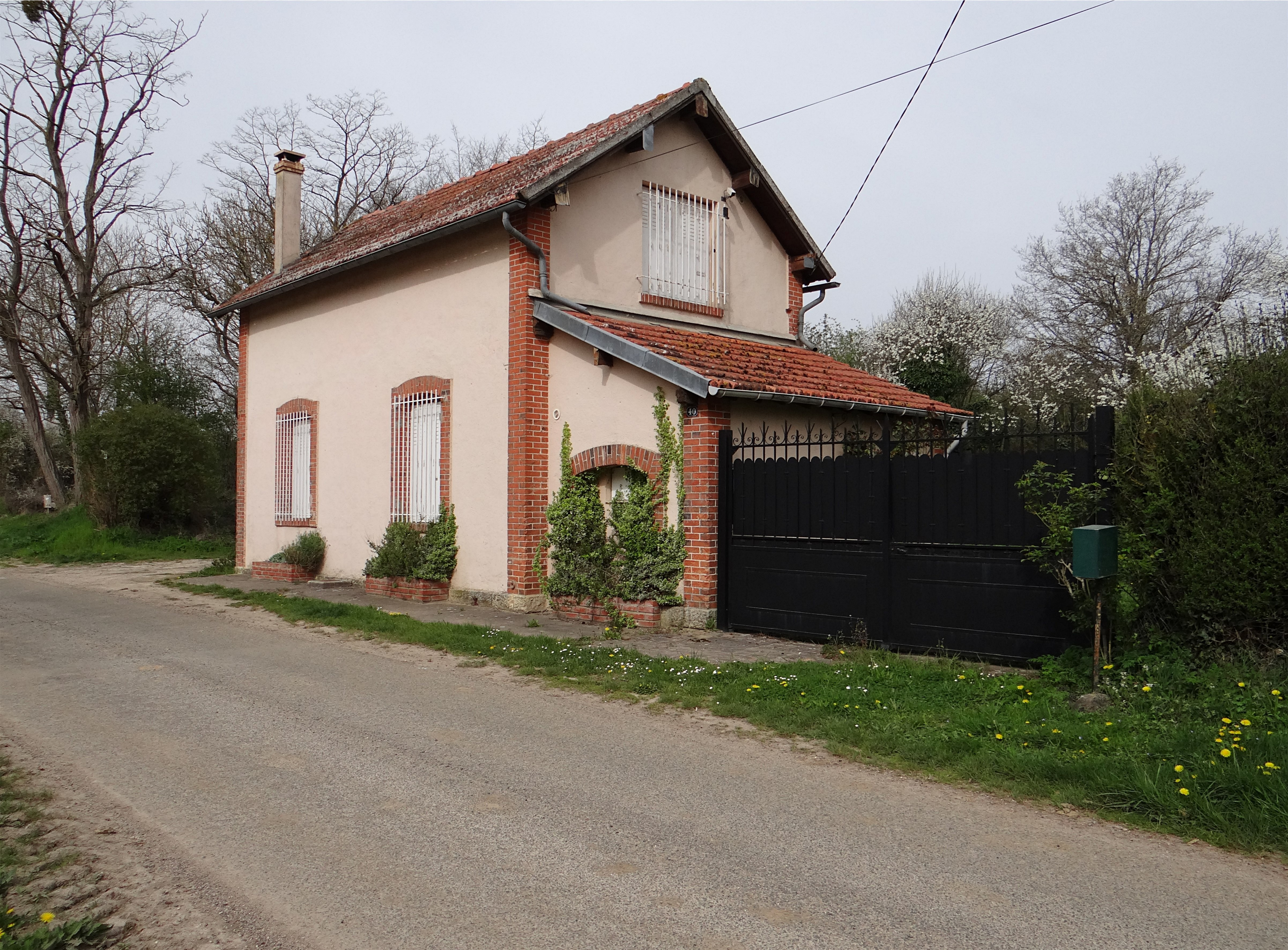
Ehemaliger Bahnhof bei Angles

Wie Glauser die Erfahrungen in Angles in seinen geplanten Roman einflechten wollte, bleibt Spekulation, da Studer in keinem der drei Angles-Roman-Fragmente den Weiler erreicht. Allerdings tauchen, neben dem angekündigten Hauptschauplatz, weitere autobiografische Anspielungen auf. So heisst es in der Version II: «Vor einem Jahr aber hatte er Glück gehabt und eine Stelle in Frankreich gefunden. Durch einen Freund wurde er mit einem Schweizer bekannt, der Bankdirektor in Paris war und irgendwo in der Nähe von Chartres ein Gut gekauft hatte, für das er einen Verwalter suchte. Karl Segesser hatte die Stelle bekommen und war mit seiner Frau dorthin gereist.» Und dass Studer mit seinem Neffen im Niederdorf in ein Restaurant geht, hatte wahrscheinlich mit einem ehemaligen Wohnort von Glauser zu tun: Dieser bewohnte während seiner Zürcher Zeit (1916 bis 1918) unter anderem ein Zimmer in der Zähringerstrasse 40. Wegen seiner für damalige Verhältnisse unangepassten Lebensart wurde er 1918 von der Zürcher Amtsvormundschaft entmündigt. (Zu Glausers 63. Todestag ehrte die Stadt Zürich ihren ehemaligen Einwohner. Am 8. Dezember wurde die «Friedrich-Glauser-Gasse», die Quergasse zwischen Niederdorf- und Zähringerstrasse, eingeweiht.)
In der Version III lässt Glauser den Wachtmeister zu Beginn in einer Psychiatrische Klinik ermitteln und nimmt dabei Bezug auf Matto regiert: «Vor etlichen Jahren einmal hatte er einen Fall zu behandeln gehabt, der in einer kantonalen Heil- und Pflegeanstalt spielte, einer Anstalt, die im Volksmund Irrenhaus hiess. Und was sich damals ereignet hatte, klebte heute noch wie ein unangenehmes Erlebnis im Gedächtnis». Dass Studer in dieser Version die Irrenanstalt Steigerhubel in Bern besucht, hat nicht direkt mit seinen jahrelangen Internierung zu tun, sondern findet seine biografische Erklärung in dem Umstand, dass Glauser im Juli 1920 nach einer Verhaftung in Bellinzona ebenfalls in die Irrenanstalt Steigerhubel eingeliefert wurde. Von dort gelang ihm am 29. Juli mit Hilfe seiner damaligen Freundin Elisabeth von Ruckteschell die abenteuerliche Flucht in einem Taxi.